# Liste der Denkmale und Standbilder der Stadt Bremen
In dieser Liste der Denkmale und Standbilder der Stadt Bremen sind die Denkmale, Statuen, Standbilder, Ehrenmale und Skulpturen der Freien Hansestadt Bremen aufgeführt. Einige von ihnen wurden im Laufe der Jahrzehnte von ihrem ursprünglichen Aufstellungsort entfernt, umgestellt, umgestaltet oder sogar zerstört. Dies ist unter dem Vorsatz Status vermerkt.
Brunnen werden ausdrücklich nicht aufgelistet. Diese sind in der Liste der Brunnen der Stadt Bremen zusammengefasst.
Denkmalgeschützte Gebäude sind in den Listen der Kulturdenkmäler der jeweiligen Stadt- und Ortsteile aufgeführt.
Die Liste erhebt keinen Anspruch auf Vollständigkeit, wird aber fortlaufend ergänzt. Geordnet sind die einzelnen Werke zur besseren Übersicht nach ihrem Aufstellungsdatum, gegliedert in Jahrhundert und Jahr und eventuell noch feingliedriger in Monat und Tag. Sind zwei Denkmäler gleichzeitig (oder im selben Jahr) errichtet worden, sind sie in alphabetischer Reihenfolge aufgeführt.
Ist das Datum der Einweihung unbekannt, wird das Werk entweder unten an die Liste angefügt oder einigermaßen sinnvoll eingefügt. (Wenn beispielsweise der Künstler, das Material, der Aufstellungsort und die Thematik identisch sind mit einem Werk aus einem bestimmten Jahr, ist anzunehmen, dass auch das Denkmal ohne Datum etwa dieser Zeit entstammt. Auch muss beispielsweise eine Statue, die 1860 umgesetzt wurde, vor diesem Zeitpunkt aufgestellt worden sein.)
Das kunsthistorisch und stadtgeschichtlich wichtigste Werk ist zweifelsohne der Bremer Roland auf dem Marktplatz. Eines der ältesten erhaltenen Denkmäler der Stadt ist – neben dem Roland – das Vasmer-Kreuz aus den 1440er Jahren. Die berühmteste Skulptur jedoch sind die Bremer Stadtmusikanten, welche zu den meistfotografierten Touristenattraktionen der Stadt zählen.

## 15. Jahrhundert

### Bremer Roland
- Errichtet: 1404
- Anlass: Demonstration der weltlichen Macht gegenüber der Kirche
- Entwurf: unbekannt
- Ausführung: Claws Zeelleyher und Jacob Olde
- Material: Stein
- Aufstellungsort: auf dem Marktplatz mit dem Blick zum Bremer Dom (Lage)
- Besonderheiten: Der Bremer Roland ist die größte freistehende Plastik des deutschen Mittelalters und der Nachfolger eines hölzernen Vorgängers.
- Status: Der Originalkopf befindet sich im Focke-Museum.
- Info: k: kunst im öffentlichen raum bremen

### Vasmer-Kreuz
- Errichtet: 1435
- Anlass: Gedenken an die Hinrichtung des Bürgermeisters Johann Vasmer.
- Entwurf: unbekannt
- Ausführung: unbekannt
- Material: Stein
- Aufstellungsort: auf der Hinrichtungsstätte auf einem Mühlenberg beim Paulskloster vor Bremen
- Besonderheiten:
- Status: 1977 das Kreuz durch eine Replik ersetzt, Sockel original.
Original steht im Focke-Museum, die Nachbildung in der Straße Am Steinernen Kreuz (Lage).
- Info: k: kunst im öffentlichen raum bremen

## 18. Jahrhundert

### Kleiner Roland
- Errichtet: 1737
- Anlass: unbekannt
- Stifter: die 1. Neustädter Bürgerkompanie mit ihrem Vorsitzenden Leutnant Worminghausen
- Entwurf: Theophilus Wilhelm Frese
- Ausführung: Theophilus Wilhelm Frese und seine Werkstatt
- Material: Bremer Stein (Obernkirchener Sandstein)
- Aufstellungsort: im Pferdegang der Osterstraße in der Alten Neustadt
- Besonderheiten: Funktion: Brunnensäule
- Status: 1899 ans Nordende des Neuen Markts und 1965 an dessen Südende versetzt (Lage)
- Info: k: kunst im öffentlichen raum bremen

## 19. Jahrhundert

### Linnaeus-Obelisk
- Errichtet: um 1800
- Anlass: Zum Gedenken der Naturforscher Carl von Linné, Albrecht Wilhelm Roth, Albrecht von Haller und Nikolaus Joseph von Jacquin.
- Entwurf: Jacob Friedrich Schultz, 1977 von Kurt Lettow restauriert
- Ausführung:
- Material:
- Aufstellungsort: Landschaftsgarten Höpkensruh (Lage)
- Besonderheiten: –
- Status: noch am selben Ort
- Info: k: kunst im öffentlichen raum bremen

### Olbers-Denkmal
- Errichtet: 11. Oktober 1850
- Anlass: Ehrung des Arztes und Astronomen Heinrich Wilhelm Olbers.
- Entwurf: Carl Steinhäuser
- Ausführung: Carl Steinhäuser, Rom 1848
- Material: Marmor
- Aufstellungsort: in den Wallanlagen (Lage)
- Besonderheiten: –
- Status: noch am selben Ort
- Info: k: kunst im öffentlichen raum bremen

### Gustav-Adolf-Denkmal
- Errichtet: 4. September 1856
- Anlass: Geschenk von 13 Bremer Bürgern an die Stadt
(namentlich: Julius Franke, Johannes Fritze, Ältermann Ernst Ferdinand Gabain, Johannes Gustav Kulenkampff, Hermann Henrich Meier, Dr. Emil Meinertzhagen, Carl Melchers, Ludolf Mummy, Julius Quentell, Gerhard Heinrich Roessingh, Carl Tewes, Ältermann Johannes Tidemann)
Eine Erinnerung an den Schwedenkönig Gustav II. Adolf dürfte eher unwahrscheinlich sein, da dieser in der Geschichte der Stadt Bremen keine Rolle gespielt hat.
- Entwurf:
  - Sockel: Alexander Schröder
  - Standbild: Benedict Fogelberg
- Ausführung: Bildgießerei Ferdinand von Miller, München
- Material:
  - Unterbau: heller Euphotid
  - Sockel: dunkler Gabbro-Granit
  - Standbild: Bronzeguss
- Aufstellungsort: auf der Domsheide
- Besonderheiten: Das Denkmal wurde in München gegossen und war eigentlich für Göteborg bestimmt. Das Schiff lief jedoch vor Helgoland auf Grund. Einheimische Fischer versteigerten die Figur am 10. Juli 1852 als Strandgut an Bremer Bürger, die das Standbild der Stadt Bremen zum Geschenk machten.
In der Stadt Göteborg wurde 1854 ein Zweitguss errichtet.
- Status: am 12. Juni 1942 für die „Metallspende“ abgebaut, Der Sockel wurde nach dem Krieg entfernt.

### Steinhäuser-Vase
- Errichtet: 30. August 1856
- Darstellung: Der Klosterochsenzug (die Verlosung zweier Ochsen zugunsten des Krankenhauses im ehemaligen Johanniskloster).
- Entwurf: Carl Steinhäuser, Berlin 1833
- Ausführung: Carl Steinhäuser, Rom 1855
- Material: Marmor auf gelbem Sandsteinsockel
- Aufstellungsort: in den Wallanlagen am Herdentor (Lage)
- Besonderheiten: Auch als Prunkvase bezeichnet. Im Winter kann die Vase nicht besichtigt werden, da sie als Schutz gegen Frostschäden eingehaust wird.
- Status: noch am selben Ort
- Info: k: kunst im öffentlichen raum bremen

### Von Kapff-Denkmal
- Eingeweiht: 25. Mai 1816
- Anlass: Erinnerung an Herrmann von Kapff, geboren am 5. Mai 1794, Soldat der Hanseatischen Legion, gefallen als Lützower Jäger in der Schlacht bei Ligny am 16. Juni 1815
- Entwurf: Jacob Ephraim Polzin
- Ausführung: Jacob Ephraim Polzin
- Material: Stein (Sockel) und Eisen (Eisernes Kreuz)
- Aufstellungsort: auf einem Bauernhof in Rockwinkel (Oberneuland)
- Besonderheiten: zwei Inschriften: „Das Leben ist der Güter höchstes nicht“ und „Ihrem Lieblinge errichtet die Freundschaft dieses Denkmal“
- Status: 1860 auf den Herdentorfriedhof versetzt und 1923 zum Bau des Hauptpostamtes 5 erneut umgestellt, im Zweiten Weltkrieg zerstört[1]
- Info: k: kunst im öffentlichen raum bremen

### Smidt-Denkmal
- Errichtet: 1846 von der Bremischen Bürgerschaft gestiftet, 1848 vollendet, 5. November 1860 eingeweiht
- Anlass: Gedenken an Johann Smidt.
- Entwurf: Carl Steinhäuser
- Ausführung: Carl Steinhäuser
- Material: Marmor
- Aufstellungsort: ursprünglich in der Oberen Rathaushalle
- Besonderheiten: –
- Status: wurde in den Flur des ersten Stocks des Neuen Rathauses versetzt

### Ansgar-Denkmal
- Errichtet: 3. Februar 1865
- Motiv: Der Hl. Bischof nimmt einem vor ihm knienden Knaben das Joch ab.
- Anlass: 1000. Todestag von Erzbischof Ansgar.
- Initiator: unbekannt
- Stifter: Künstlerverein
- Entwurf: Carl Steinhäuser
- Ausführung: unbekannt
- Material: Marmorgruppe auf Sandsteinsockel
- Aufstellungsort: Ansgarikirchhof vor dem Gewerbehaus (Lage)
- Inschrift: Sanctus Ansgarius. Pugil fortis in acie gentes Deo sanctificans in viam coelicam duxit. Ex hymno antiquo. (‚Der starke Streiter, der in der Schlacht die Heiden zu Gott führt, hat sie auf den Weg zum Himmel gebracht.‘)
- Besonderheiten: –
- Status: am 1. September 1944 durch den einstürzenden Turm der Ansgari-Kirche zerstört.
- Info: k: kunst im öffentlichen raum bremen

### Körner-Denkmal
- Errichtet: 26. November 1865
- Anlass: Gedenken an Theodor Körner.
- Initiator: H. C. Oldehoff (Bauunternehmer)
- Stifter: Theodor-Körner-Denkmalcomitè
- Entwurf: Johann Andreas Deneys
- Ausführung: Erzgießerei F.Chopin, St. Petersburg
- Material: schwarzer Granit (Sockel) und Bronzeguss (Figur)
- Aufstellungsort: in der Straße Körnerwall (ursprünglich: Am Körnerwall) (Lage)
- Inschriften:
  - am ersten Granitsockel (bis 1949): „Th. Körner“
  - am späteren, mit Sandstein bekleideten Sockel: „THEODOR KÖRNER / 1791–1813“
- Besonderheiten: Im Sommer 2021 wurde das Standbild repariert und auf einen neuen Granitsockel gestellt.
- Status: noch am selben Ort
- Info: k: kunst im öffentlichen raum bremen

### Kriegerdenkmal 1870/71
- Errichtet: 15. Dezember 1872
- Anlass: Ehrung der 1870/71 gefallenen Söhne der (bis 1901 selbständigen) Gemeinde Walle
- Entwurf: unbekannt
- Ausführung: unbekannt
- Material: unbekannt
- Aufstellungsort: auf dem Waller Friedhof
- Besonderheiten: –
- Status: 1899 auf den Ritter-Raschen-Platz versetzt (Lage)

### Lüben-Bank
- errichtet: 1874 oder wenig später
- Anlass: Stiftung Bremer Volksschullehrer zur Erinnerung an den Reformer des Bremer Lehrerseminars August Lüben (1804–1874)
- Entwurf und Ausführung: unbekannt
- Material: Stein
- Aufstellungsorte: 1. Herdentorsfriedhof; 2. Weg zum Bürgerpark (um 1950); 3. Gelände der PH an der Langen Reihe
- Info: Lit.: Wiltrud Ulrike Drechsel: Geschichte im öffentlichen Raum. Denkmäler in Bremen zwischen 1435 und 2001. Bremen:Donat, 2011, S. 20–21

### Siegfried, der Drachentöter
- Errichtet: 1875 erschaffen, 1890 in Bremen als Brunnenfigur hergerichtet
- Anlass: Nordwestdeutsche Gewerbe- und Industrieausstellung 1890
- Entwurf: Constantin Dausch
- Ausführung: Constantin Dausch
- Material: Marmor
- Aufstellungsort: an der Westseite des Parkhotels (Lage).
- Besonderheiten: Brunnenfigur eines provisorischen Springbrunnens, dessen Wasserstrahl aus dem Drachenmaul kam,
- Status: noch am selben Ort
- Info: k: kunst im öffentlichen raum bremen

### Kriegerdenkmal 1870/71
- Enthüllt: 5. Dezember 1875
- Anlass: Ehrung der im Deutsch-Französischen Krieg gefallenen Bremer
- Entwurf: Karl Keil
- Ausführung:
  - Stufenunterbau und Sockel: Kessel & Röhl, Berlin
  - Relieffries und Kriegerfigur: Erzgießerei Gladenbeck, Friedrichshagen bei Berlin
- Material:
  - Stufenunterbau: Stein
  - Sockel: Granit
  - Relieffries: Bronzeguss
  - Kriegerfigur: Bronzeguss
- Aufstellungsort: auf der Hauptpromenade am Ansgariitor
- Besonderheiten: Der Sockel trug außer der Widmungsinschrift und den Namen der gefallenen Bremer noch ein Rundrelief mit Szenen der Schlacht bei Sedan.
- Status: 6. Juni 1942 – Abgabe der Bronzeteile zur Einschmelzung
- Info: k: kunst im öffentlichen raum bremen

### Altmann-Büste
- Errichtet: 1877
- Anlass: Ehrung von Isaak Altmann, Schöpfer der Bremer Wallanlagen, zu dessen hundertsten Geburtstag
- Entwurf: Diedrich Kropp
- Ausführung: ?
- Material: Bronze
- Aufstellungsort: auf der Doventor-Bastion in den Wallanlagen
- Besonderheiten: –
- Status: 1944 zerstört, 2002/03 rekonstruiert und in der Nähe des früheren Standortes, auf der ehemaligen Ansgari-Bastion, aufgestellt(Lage). Den alten Standort hat 1955 der Berliner Bär eingenommen.[2]
- Info: k: kunst im öffentlichen raum bremen

### Musica
- Errichtet: 1877
- Anlass: unbekannt
- Entwurf: Constantin Dausch
- Ausführung: Constantin Dausch
- Material: Marmor
- Aufstellungsort: im Park von Schloss Mühlenthal in St. Magnus
- Besonderheiten: –
- Status: 1933 in den Bürgerpark versetzt (Lage)
- Info: k: kunst im öffentlichen raum bremen

### Jüngling und Schicksalsgöttin
- Errichtet: 1878
- Anlass: unbekannt
- Entwurf: Constantin Dausch
- Ausführung: Constantin Dausch
- Material: Marmor
- Aufstellungsort: im Park von Schloss Mühlenthal in St. Magnus
- Besonderheiten: –
- Status: 1933 in den Garten der Meierei im Bürgerpark versetzt (Lage)
- Info: k: kunst im öffentlichen raum bremen

### Musik
- Errichtet: 1885
- Anlass: unbekannt
- Entwurf: Diedrich Kropp
- Ausführung: Diedrich Kropp
- Material: Marmor
- Aufstellungsort: am Hollersee (Lage)
- Besonderheiten: –
- Status: noch am selben Ort
- Info: k: kunst im öffentlichen raum bremen

### Tanz
- Errichtet: 1885
- Anlass: unbekannt
- Entwurf: Diedrich Kropp
- Ausführung: Diedrich Kropp
- Material: Marmor
- Aufstellungsort: am Hollersee (Lage)
- Besonderheiten: –
- Status: noch am selben Ort
- Info: k: kunst im öffentlichen raum bremen

### Gedächtnistempel
- Errichtet: 1887
- Anlass: Zum Gedächtnis an Diedrich Heinrich Wätjen und Christian Heinrich Wätjen.
- Entwurf: Büste: Constantin Dausch, Tempel: -
- Ausführung: -
- Material: Büste: Marmor, Tempel: Naturstein
- Aufstellungsort: Blumenthal, Wätjens Park (Lage)
- Besonderheiten: Die Original-Büste C.H. Wätjen hatte ursprünglich hier ihren Standort, wurde aber später in die Turmhalle der reformierten Kirche in Blumenthal versetzt. 2009 wurde eine Replik der Büste im Gedächtnistempel aufgestellt.
- Status: noch am selben Ort

### Kaiser-Wilhelm-I.-Denkmal
- Enthüllt: 18. Oktober 1893 – in Gegenwart Kaiser Wilhelm II.
- Anlass: Gedenken an Wilhelm I.
- Entwurf: Robert Bärwald und Johann Georg Poppe (Sockel)
- Ausführung:
  - Unterbau, Sockel: Wölfel & Herold, Bayreuth
  - Allegorien, Reiterstandbild: Gladenbecks Bronzegießerei, Friedrichshagen bei Berlin
- Material:
  - Unterbau, Sockel: rötlicher Syenit
  - Allegorien, Reiterstandbild: Bronzeguss
- Aufstellungsort: auf dem Kaiser-Wilhelm-Platz 8 (heute Unser Lieben Frauen Kirchhof), vor der Westseite des Rathauses
- Besonderheiten: Wegen der beengten Platzverhältnisse wurde das Reiterstandbild überlebensgroß ausgeführt; der Sockel war aber zu niedrig.
- Status: Das Reiterstandbild wurde im Mai 1942 demontiert und am 6. Juni 1942 als „Metallspende“ abgegeben. Der Sockel wurde nach dem Krieg entfernt.
- Info: k: kunst im öffentlichen raum bremen

## 20. Jahrhundert

### Die Herolde an der Ostseite des Rathauses
- Errichtet: 30. September 1901
- Motiv: Zwei gepanzerte Reiter, „Herolde“
- Stifter: John Harjes
- Entwurf: Rudolf Maison
- Ausführung: G. Knodt, Frankfurt
- Material: Kupferblech
- Aufstellungsort: Diese kleineren Varianten der für den Reichstag gearbeiteten Figuren Maisons standen vor der Eingangshalle des deutschen Pavillons auf der Pariser Weltausstellung. Harjes erwarb sie und schenkte sie seiner Vaterstadt, wo sie vor dem Ostportal des Rathauses aufgestellt wurden. (Lage) und (Lage)
- Besonderheiten: –
- Status: zwischenzeitliche Bergung für mehrere Jahre im Luftschutzbunker und ab 1959 im Park der Egestorff-Stiftung, seit 2001 wieder am alten Platz
- Literatur: Heinrich Wiegandt Petzet: … Ritter am Rathaus zu Bremen. In: Bremisches Jahrbuch Bd. 55, 1977, S. 305–326.
- Info: k: kunst im öffentlichen raum bremen

### Die Statuen am Westportal des Rathauses
- Errichtet: 1904
- Motiv: Hl. Georg und Hl. Michael in Gestalt zweier Ritter
- Anlass: Eine Idee von Heinrich Wiegand machte sich Kaiser Wilhelm II. 1902 zu eigen und bewog John Harjes dazu auch diese Statuen (vgl. Herolde am Ostportal) zu stiften
- Entwurf: Rudolf Maison
- Ausführung: noch nicht ermittelt
- Material: Bronzeguss
- Aufstellungsort: Ehemals Westportal des Bremer Rathauses
- Besonderheiten: –
- Status: 1942 eingeschmolzen, zwei verkleinerte Kopien im Schütting
- Literatur: Heinrich Wiegandt Petzet: … Ritter am Rathaus zu Bremen. In: Bremisches Jahrbuch Bd. 55, 1977, S. 305–326; Mielsch, S. 34, 51.
- Info: k: kunst im öffentlichen raum bremen

### Der Rosselenker
- Errichtet: 1902
- Anlass: Stiftung von Franz Ernst Schütte
- Entwurf: Louis Tuaillon
- Ausführung: Bildgießerei Hermann Noack, Friedenau bei Berlin
- Material: Bronzeguss
- Aufstellungsort: in den Wallanlagen (Lage)
- Besonderheiten: –
- Status: am Standort erhalten
- Info: k: kunst im öffentlichen raum bremen

### Kaiser-Friedrich-Denkmal
- Errichtet: 22. März 1905
- Anlass: Gedenken an Friedrich III.
- Stifter: Franz Ernst Schütte
- Entwurf: Louis Tuaillon
- Ausführung: Bildgießerei Hermann Noack, Friedenau bei Berlin
- Material: unbekannt
- Aufstellungsort: in der Hermann-Böse-Straße (Lage)
- Besonderheiten: enthüllt am 108. Geburtstag des Kaisers Wilhelm I. in Gegenwart seines Enkels Wilhelm II.
- Status: noch am selben Ort
- Info: k: kunst im öffentlichen raum bremen

### Eva auf dem Schwan
- Errichtet: 1906
- Anlass: unbekannt
- Entwurf: Bernhard Hoetger
- Ausführung: Bernhard Hoetger
- Material: Bronze
- Aufstellungsort: auf der Terrasse des Paula-Becker-Modersohn-Hauses in der Böttcherstraße
- Besonderheiten: –
- Status: noch am selben Ort

### Franzius-Büste (1908)
- Errichtet: 15. Oktober 1908
- Anlass: Erinnerung an Ludwig Franzius
- Entwurf: Georg Roemer
- Ausführung: Georg Roemer
- Material: Bronze
- Aufstellungsort: an der Großen Weserbrücke
- Besonderheiten: –
- Status: 1942 als „Metallspende“ eingeschmolzen, der Sockel 1959 entfernt.
 Nur drei Jahre später wurde die Büste neu gegossen und (auf altem Sockel?) wieder aufgestellt.

### Jugend
- Errichtet: 1909
- Anlass: unbekannt
- Entwurf: Bernhard Hoetger
- Ausführung: Bernhard Hoetger
- Material: Bronze
- Aufstellungsort: im Hoetger-Hof der Böttcherstraße
- Besonderheiten: –
- Status: noch am selben Ort (Lage)

### Weiblicher Torso
- Errichtet: 1909
- Anlass: unbekannt
- Entwurf: Bernhard Hoetger
- Ausführung: Bernhard Hoetger
- Material: Bronze
- Aufstellungsort: im Hoetger-Hof der Böttcherstraße
- Besonderheiten: –
- Status: noch am selben Ort (Lage)

### Moltke-Denkmal
- Errichtet: 4. November 1909
- Anlass: Gedenken an Helmuth Karl Bernhard von Moltke
- Stifter: Bernhard Loose (Bankier)
- Entwurf: Architekt Heinrich Hennen und Bildhauer Hermann Hahn
- Ausführung: Bildhaueratelier Hermann Hahn
- Material: Muschelkalkstein
- Aufstellungsort: an der Westfassade des Kirchturmes der Liebfrauenkirche (Lage)
- Besonderheiten: –
- Status: am Standort erhalten
- Info:k: kunst im öffentlichen raum bremen

### Bismarck-Reiterstandbild
- Errichtet: 9. Juli 1910
- Anlass: Zur dankbaren Erinnerung an den Reichskanzler Otto von Bismarck
- Stifter: Komitee zur Errichtung eines Bismarck-Denkmals (37 Mitglieder)
- Entwurf:
  - Sockel: Carl Sattler
  - Reiterstandbild: Adolf von Hildebrand
- Ausführung: Gladenbecks Bronzegießerei, Friedrichshagen bei Berlin
- Material: Untersberger Marmor (Sockel) und Bronze (Figur)
- Aufstellungsort: an der Nordwestecke des Bremer Doms (Lage)
- Besonderheiten: Die Bismarckfigur ist vereinfacht dargestellt. 1942 wurde das Reiterstandbild zum Schutz vor Bomben eingemauert.
- Status: am Standort erhalten
- Info: k: kunst im öffentlichen raum bremen

### Abend
- Errichtet: 1911
- Anlass: unbekannt
- Entwurf: Bernhard Hoetger
- Ausführung: Bernhard Hoetger
- Material: Bronze
- Aufstellungsort: im Hoetger-Hof der Böttcherstraße
- Besonderheiten: –
- Status: noch am selben Ort (Lage)

### Dämmerung
- Errichtet: 1912
- Anlass: unbekannt
- Entwurf: Bernhard Hoetger
- Ausführung: Bernhard Hoetger
- Material: Bronze
- Aufstellungsort: im Hoetger-Hof der Böttcherstraße
- Besonderheiten: –
- Status: noch am selben Ort (Lage)

### Edelhirsch
- Errichtet: 1912
- Anlass: unbekannt
- Entwurf: Theodor Georgii
- Ausführung: Theodor Georgii
- Material: Muschelkalk (Sockel) und Bronze (Figur)
- Aufstellungsort: an der Ostseite des Parkhotels (Lage)
- Besonderheiten: –
- Status: noch am selben Ort

### Krugträgerin
- Errichtet: 1912
- Anlass: unbekannt
- Entwurf: Bernhard Hoetger
- Ausführung: Bernhard Hoetger
- Material: Gussstein
- Aufstellungsort: Straße Hinter dem Schütting (Lage)
- Besonderheiten: –
- Status: noch am selben Ort

### Mutter und Kind
- Errichtet: 1912
- Anlass: unbekannt
- Entwurf: Bernhard Hoetger
- Ausführung: Bernhard Hoetger
- Material: Bronze
- Aufstellungsort: Eingang zum Paula-Becker-Modersohn-Haus in der Böttcherstraße
- Besonderheiten: –
- Status: noch am selben Ort (Lage)

### Panther, die Nacht tragend
- Errichtet: 1912
- Anlass: unbekannt
- Entwurf: Bernhard Hoetger
- Ausführung: Bernhard Hoetger
- Material: Bronze
- Aufstellungsort: in der Böttcherstraße (Lage)
- Besonderheiten: –
- Status: noch am selben Ort

### Silberlöwe, den Tag tragend
- Errichtet: 1912
- Anlass: unbekannt
- Entwurf: Bernhard Hoetger
- Ausführung: Bernhard Hoetger
- Material: Bronze
- Aufstellungsort: in der Böttcherstraße (Lage)
- Besonderheiten: –
- Status: noch am selben Ort

### Wasserbock
- Errichtet: 1912
- Anlass: unbekannt
- Entwurf: Theodor Georgii
- Ausführung: Theodor Georgii
- Material: Muschelkalk (Sockel) und Bronze (Figur)
- Aufstellungsort: an der Ostseite des Parkhotels (Lage)
- Besonderheiten: –
- Status: noch am selben Ort

### Schüttebüste
- Errichtet: 1913
- Anlass: Gedenken an Franz Ernst Schütte
- Entwurf: Adolf von Hildebrand
- Ausführung: Adolf von Hildebrand
- Material: Marmor
- Aufstellungsort: im Bürgerpark
- Besonderheiten: –
- Status: noch am selben Ort
 Das Original wurde 1953 durch eine Kopie ersetzt und in die Kunsthalle gestellt. Seit 1989 steht es in der Meierei.
- Info: k: kunst im öffentlichen raum bremen

### Mahnmal für die Gefallenen der „Division Gerstenberg“
- Errichtet: 1925
- Anlass: Gedenken an die Gefallenen der „Division Gerstenberg“ während der Bremer Räterepublik
- Entwurf: unbekannt
- Ausführung: unbekannt
- Material: Backstein
- Aufstellungsort: Waller Friedhof
- Besonderheiten:
- Status: noch am selben Ort

### Ludwig Roselius-Büste
- Errichtet: 1922
- Anlass: unbekannt; Gedenken an den Mäzen und  Kaffeekaufmann  Ludwig Roselius
- Entwurf: Bernhard Hoetger
- Ausführung: Bernhard Hoetger
- Material: Bronze
- Aufstellungsort: im Handwerker-Hof der Böttcherstraße
- Besonderheiten: –
- Status: noch am selben Ort

### Mädchenkopf
- Errichtet: 1924
- Anlass: unbekannt
- Entwurf: Bernhard Hoetger
- Ausführung: Bernhard Hoetger
- Material: Bronze
- Aufstellungsort: im Aufgang zum Paula-Becker-Modersohn-Haus in der Böttcherstraße
- Besonderheiten: –
- Status: noch am selben Ort (Lage)

### Moorfrau
- Errichtet: 1924
- Anlass: unbekannt
- Entwurf: Bernhard Hoetger
- Ausführung: Bernhard Hoetger
- Material: Bronze
- Aufstellungsort: auf der Terrasse des Paula-Becker-Modersohn-Hauses in der Böttcherstraße
- Besonderheiten: –
- Status: noch am selben Ort

### Kriegerdenkmal für die Gefallenen des Ersten Weltkrieges
- Errichtet: 7. Juni 1925
- Anlass: Ehrung der im Krieg gefallenen Bremer
- Entwurf: Walter Nause
- Ausführung: Walter Nause
- Material: Sandstein.
- Aufstellungsort: an der Straße Kirchheide in Vegesack
- Besonderheiten: –
- Status: noch am selben Ort (Lage)

### Bacchus
- Errichtet: 1928
- Anlass: unbekannt; Gedenken an Bacchus, Gott des Weines der griechischen Mythologie
- Entwurf: Bernhard Hoetger
- Ausführung: Bernhard Hoetger
- Material: Gussstein
- Aufstellungsort: im Hoetger-Hof der Böttcherstraße
- Besonderheiten: –
- Status: noch am selben Ort (Lage)

### Amphitrite
- Errichtet: 1929
- Anlass: unbekannt; Gedenken an Amphitrite, eine Nereide der griechischen Mythologie als Beherrscherin der Meere
- Entwurf: Kurt Edzard
- Ausführung: Kurt Edzard
- Material: Bronze
- Aufstellungsort: im Garten des Kaffeehauses im Bürgerpark
- Besonderheiten: –
- Status: ist seit 1972 eine Leihgabe der Kunsthalle

### Poseidon
- Errichtet: 1929
- Anlass: unbekannt; Gedenken an Poseidon, Gott des Meeres in der griechischen Mythologie
- Entwurf: Ernesto de Fiori
- Ausführung: Ernesto de Fiori
- Material: Bronze
- Aufstellungsort: im Garten des Kaffeehauses im Bürgerpark
- Besonderheiten: –
- Status: ist seit 1972 eine Leihgabe der Kunsthalle

### Antikolonialdenkmal
- Errichtet: 6. Juli 1932
- Anlass: Ehrung ottonischer und welfische Kaiser, Könige und Herzöge
- Entwurf: Fritz Behn
- Ausführung: Otto Blendermann
- Material: Oldenburger Klinker
- Aufstellungsort: an der Hermann-Böse-Straße (Lage)
- Besonderheiten: war anfangs Reichskolonialehrendenkmal
- Info: k: kunst im öffentlichen raum bremen
- Status: noch am selben Ort

### Widder „Sir Charles“
- Errichtet: 1934
- Anlass: 50. Jahrestag der Gründung der BWK AG
- Entwurf: Friedrich Wilhelm Wolff, Bronzeplastik (1863)
- Ausführung: Melchior von Hugo, Betonabguss (1932)
- Material: Steinguss nach dem Bronze-Original
- Aufstellungsort: Bremer Wollkämmerei, ursprünglich vor der kaufmännischen Verwaltung, seit 2017 Grünanlage am Haupttor, An der Wollkämmerei in Blumenthal (Lage)
- Besonderheiten: 1979–2017 in eine Grünanlage nahe am Bahnhof Bremen-Blumenthal versetzt
- Info: k: kunst im öffentlichen raum bremen, Datenbank LfD Bremen
- Status: nahezu am ursprünglichen Ort

### Löns-Denkmal
- Errichtet: 1933
- Anlass: Gedenken an Hermann Löns
- Entwurf: unbekannt
- Ausführung: unbekannt
- Material: Stein (2,5 t schwerer Findling vom Oyter-Berg)
- Aufstellungsort: im Bürgerpark
- Besonderheiten: gestiftet von der Bremer Jägervereinigung; Inschriften: LÖNS (Vorderseite),   DEM JÄGER UND DICHTER DER HEIDE DIE BREMER JÄGER-VEREINIGUNG (linke Seite)
- Status: noch am selben Ort

### Gefallenen-Ehrenmal der Technischen Lehranstalten
- Errichtet: 1934
- Anlass: Gedenken an die im Ersten Weltkrieg gefallenen Mitglieder der Technischen Lehranstalten
- Entwurf: August Traupe
- Ausführung: unbekannt
- Material: Sandstein (Block und daraufliegender Helm)
- Aufstellungsort: vor der Hochschule Bremen an der Langemarckstraße
- Besonderheiten: Das Denkmal wurde 1988 umgestoßen und 1992 durch eine erklärende Tafel in ein Mahnmal umgewandelt.
- Status: Das Mahnmal wurde nach dem Bau eines Pavillon vor der Hochschule saniert und im Jahre 2020 – ca. 25 m in südlicher Richtung – in die Neustadtswallanlagen (siehe Foto) versetzt.

### Kriegsgefangenendenkmal
- Errichtet: 14. Oktober 1934
- Anlass: Gedenken an die deutschen Soldaten, die während des Ersten Weltkrieges in Kriegsgefangenschaft starben
- Entwurf: Rudolf Richter und Herbert Kubica
- Ausführung: Rudolf Richter und Herbert Kubica
- Material: Stein
- Aufstellungsort: in den Wallanlagen am Fuße der Altmannshöhe (Lage)
- Besonderheiten: 1951 wurde die Inschrift um die in Kriegsgefangenschaft gestorbenen Soldaten des Zweiten Weltkrieges ergänzt.
- Status: noch am selben Ort

### Wisent
- Errichtet: 1940
- Anlass: unbekannt
- Entwurf: Ernst Gorsemann
- Ausführung: Ernst Gorsemann (1935)
- Guss: Heinze-Barth, Berlin
- Material: Bronze, Kalkstein
- Aufstellungsort: Rhododendronpark
- Besonderheiten: Gewann die goldene Medaille auf der Weltausstellung in Paris
- Status: Berlin (Künstlerhaus Tiergartenstraße) bis Oktober 1935, Kunsthochschule, 1937 Weltausstellung Paris (Dach des Deutschen Pavillons), Garten des Künstlers in Horn-Lehe, seit 13. Oktober 1940 Rhododendronpark
- Info: k: kunst im öffentlichen raum bremen

### Kriegerehrenmal für die Gefallenen des Ersten Weltkrieges
- Errichtet: 13. Oktober 1935 (nach Kriegsschäden restauriert und am 27. Mai 1963 wiederhergestellt)
- Anlass: Ehrung der im Krieg gefallenen Bremer
- Entwurf: Ernst Gorsemann und Heinrich Wiepking-Jürgensmann
- Ausführung: Ernst Gorsemann
- Material: Backstein
- Aufstellungsort: in den Wallanlagen auf dem Hügel Altmannshöhe (Lage)
- Besonderheiten: –
- Status: noch am selben Ort
- Info: k: kunst im öffentlichen raum bremen

### Mutter und Kinder
- Errichtet: 29. Mai 1936
- Anlass: Ehrung der im Krieg gefallenen Bremer
- Entwurf: Ernst Gorsemann
- Ausführung: Ernst Gorsemann
- Material: Stein
- Aufstellungsort: in den Wallanlagen auf dem Hügel Altmannshöhe beim Kriegerehrenmal für die Gefallenen des Ersten Weltkrieges (Lage)
- Besonderheiten: –
- Status: im Krieg beschädigt, jetzt im Garten des Künstlers. 1963 vom Künstler durch eine Replik ersetzt
- Info: k: kunst im öffentlichen raum bremen

### Denkmal für die Gefallenen der „Division Gerstenberg“ und des „Freikorps Caspari“
- Eingeweiht: 11. Oktober 1936
- Anlass: Gedenken an die Gefallenen der „Division Gerstenberg“ und des „Freikorps Caspari“ während der Bremer Räterepublik
- Entwurf: Herbert Kubica
- Ausführung: Herbert Kubica
- Material: Marmor (Sockel) und Bronze (Figur)
- Aufstellungsort: in der Straße Schoppensteel
- Besonderheiten: –
- Status: wurde nach dem Zweiten Weltkrieg in der Kunsthalle ausgestellt, steht seit November 1955 in den Wallanlagen neben dem bzw. als Teil des Lidice-Denkmals (Lage)
- Info: k: kunst im öffentlichen raum bremen

### Kopf Paracelsus
- Errichtet: 1936
- Anlass: unbekannt; Gedenken an Paracelsus
- Entwurf: Bernhard Hoetger
- Ausführung: Bernhard Hoetger
- Material: Bronze
- Aufstellungsort: in der Böttcherstraße
- Besonderheiten: –
- Status: noch am selben Ort

### Schauender Knabe
- Errichtet: 1936
- Anlass: unbekannt
- Entwurf: Bernhard Hoetger
- Ausführung: Bernhard Hoetger
- Material: Bronze
- Aufstellungsort: auf der Terrasse des Paula-Becker-Modersohn-Hauses in der Böttcherstraße
- Besonderheiten: –
- Status: noch am selben Ort

### Schreitende
- Errichtet: 1936
- Anlass: unbekannt
- Entwurf: Bernhard Hoetger
- Ausführung: Bernhard Hoetger
- Material: Bronze
- Aufstellungsort: auf der Terrasse des Paula-Becker-Modersohn-Hauses in der Böttcherstraße
- Besonderheiten: –
- Status: noch am selben Ort

### Benquestein
- Errichtet: 1938
- Anlass: Gedenken an Wilhelm Benque
- Entwurf: Ernst Gorsemann
- Ausführung: Ernst Gorsemann
- Material: Granit
- Aufstellungsort: im Eichenhain im Bürgerpark
- Besonderheiten: –
- Status: noch am selben Ort
- Info: k: kunst im öffentlichen raum bremen

### Bremer Stadtmusikanten
- Errichtet: 1953
- Anlass: Erinnerung an das Märchen der Bremer Stadtmusikanten
- Entwurf: Gerhard Marcks
- Ausführung: Gerhard Marcks
- Material: Bronze
- Aufstellungsort: an der westlichen Seite des Rathauses (Lage)
- Besonderheiten: Getreu einer Legende soll es Glück bringen, die Beine des Esels mit beiden Händen zu reiben. Deshalb glänzt dort die Bronze.
- Status: noch am selben Ort
- Info: k: kunst im öffentlichen raum bremen

### Rehkitz
- Errichtet: 1954
- Anlass: unbekannt
- Entwurf: Ernst Gorsemann
- Ausführung: Ernst Gorsemann
- Material: Ton
- Aufstellungsort: Am Wildhaus im Bürgerpark
- Besonderheiten: Abguss von einer Figur des Rehbrunnens
- Status: noch am selben Ort
- Info: k: kunst im öffentlichen raum bremen

### Abel mit der Mundharmonika
- Errichtet: 1955
- Anlass: Ehrung für Manfred Hausmann
- Entwurf: Marie-Luise Lentz
- Ausführung:
- Material: Bronze
- Aufstellungsort: vor der Stadtbibliothek Blumental, Landrat-Christians-Straße
- Besonderheiten:
- Status: noch am selben Ort
- Info: k: kunst im öffentlichen raum bremen

### Berliner Bär
- Errichtet: 3. September 1955
- Anlass: unbekannt; Gedenken an den Berliner Bär, seit 1280 das Wappentier Berlins
- Entwurf: Ernst Gorsemann
- Ausführung: Ernst Gorsemann
- Material: Klinkerkeramik
- Aufstellungsort: in den Wallanlagen.
- Besonderheiten: Duplikat stand am Wohnhaus von Ernst Gorsemann an der Leher Heerstraße 127[3]
- Status: noch am selben Ort
- Info: k: kunst im öffentlichen raum bremen
  - Wiltrud Ulrike Drechsel: Geschichte im öffentlichen Raum. Denkmäler in Bremen zwischen 1435 und 2001. Bremen:Donat, 2011, S. 34–37 (modelliert bereits vor 1935).

### Uppe-Angst-Gedenkstein
- Errichtet: 6. Dezember 1955
- Anlass: Erinnerung an die Gerichtsstätte des Gohs Hollerland
- Entwurf: unbekannt
- Ausführung: Bauhütte der (Bremer) Baudenkmalpflege
- Material: Stein
- Aufstellungsort: Uppe Angst (Lage)
- Besonderheiten: Plattdeutsche Inschrift: „Hier weer in ole Tieden de Richtestede von dat hollerlandsche Gogericht, dat vor de Karken ton Hoorn und to Overneeland hägt woorn is. Mannicheen Bosewicht hett hier sienen Lohn krägen. Dat Land in de Naberschub harr den Namen Deeveskamp’ un in’n Volksmun’n heet düt Plack Eer noch vondage uppe Angst.“
- Status: noch am selben Ort

### Denkmal für Agnes Heineken
- Errichtet: 1957
- Anlass: Gedenken an die Pädagogin und Frauenrechtlerin Sara Agnes Heineken
- Entwurf: Kurt Lettow
- Ausführung: Kurt Lettow
- Material: Naturstein
- Aufstellungsort: beim Berufsbildungszentrum Bremen (BBZ) an der Südseite zwischen Block A und B
- Besonderheiten: Die Skulptur ist Teil des denkmalgeschützten Ensembles "Berufsschulzentrum An der Weserbahn".
- Status: noch am selben Ort
- Info: k: kunst im öffentlichen raum bremen

### Bremer Gluckhenne
- Errichtet: 1957/1958
- Anlass: unbekannt
- Entwurf: Alfred Horling
- Ausführung: Alfred Horling
- Material: Bronze
- Aufstellungsort: in der Böttcherstraße auf einem Steinvorsprung einer Hauswand unterhalb des Glockenspiels (Lage)
- Besonderheiten: –
- Status: noch am selben Ort

### Occasion Dramatique
- Errichtet: 1960
- Anlass: unbekannt
- Entwurf: Berto Lardera
- Ausführung: Berto Lardera
- Material: Metall
- Aufstellungsort: auf dem Präsident-Kennedy-Platz (Lage)
- Besonderheiten: –
- Status: noch am selben Ort
- Info: k: kunst im öffentlichen raum bremen

### Geschwister
- Errichtet: 1961
- Anlass:
- Entwurf: Gerhart Schreiter
- Ausführung:
- Material: Bronze
- Aufstellungsort: vor der Grundschule am Baumschulenweg
- Besonderheiten: Weitere Abgüsse derselben Skulptur wurden in Gelsenkirchen und Wolfsburg aufgestellt.
- Status: noch am selben Ort

### Gerhard-Rohlfs-Denkmal
- Errichtet: 14. April 1961 eingeweiht
- Anlass: Erinnerung an den Vegesacker Afrikaforscher Gerhard Rohlfs
- Entwurf: Paul Halbhuber
- Ausführung: Paul Halbhuber
- Material: Bronze
- Aufstellungsort: im Stadtteil Vegesack; Fährgrund. (Lage)
- Besonderheiten: Erste Pläne für ein Denkmal 1911 (Rohlfs als Kamelreiter), dann wieder 1929 und 1938. Das heutige Denkmal stellt stilisierte, in unterschiedliche Richtungen zeigende Wegweiser mit Motiven aus Rohlfs Leben dar
- Status: noch am selben Ort
- Info: k: kunst im öffentlichen raum bremen

### Figur 1963
- Errichtet: 1962
- Anlass: Symbolisierung der Großstadtballung Bremens
- Entwurf: Hans Steinbrenner
- Ausführung: unbekannt
- Material: Muschelkalkstein
- Aufstellungsort: an der Straße Herdentor
- Besonderheiten: –
- Status: jetzt am Präsident-Kennedy-Platz (Lage)

### Franzius-Büste (1962)
- Errichtet: 1962
- Anlass: Erinnerung an Ludwig Franzius
- Entwurf: Georg Roemer (Büste von 1908)
- Ausführung: unbekannt
- Material: Stein (Sockel) und Bronze (Büste)
- Aufstellungsort: am Franziuseck (Lage)
- Besonderheiten: ein Nachguss des zerstörten Originals von 1908
- Status: noch am selben Ort

### Elch
- Errichtet: 1962
- Anlass: Erinnerung an Ostdeutschland
- Entwurf: Walter Wadephul
- Ausführung: Walter Wadephul
- Material: Bronze (Sockel: Backstein)
- Aufstellungsort: Heimatvertriebenen-Siedlung in Kattenesch (Lage)
- Status: noch am selben Ort
- Info: k: kunst im öffentlichen raum bremen

### Mutter und Kinder
- Errichtet: 27. Mai 1963
- Anlass: Ehrung der im Krieg gefallenen Bremer
- Entwurf: Ernst Gorsemann
- Ausführung: Ernst Gorsemann
- Material: Stein
- Aufstellungsort: in den Wallanlagen auf dem Hügel Altmannshöhe beim Kriegerehrenmal für die Gefallenen des Ersten Weltkrieges (Lage)
- Besonderheiten: Replik des im Zweiten Weltkrieg zerstörten Originals von 1936
- Status: noch am selben Ort
- Info: k: kunst im öffentlichen raum bremen

### Johann-Gottfried-Seume-Denkmal
- Errichtet: 12. Juni 1864/23. Juli 1963
- Anlass: Rettung Seumes durch Bremer Bürger 1783
- Stifter: Hermann Allmers und Bremer Künstlerverein
- Entwurf: Victor von Meyenburg (1834–1893)[4]
- Ausführung: Entwurf der neuen Stele von August Traupe
- Material: Bronzemedaillon auf steinerner Stele
- Aufstellungsort: ursprünglich Wandplakette am Arbeitshaus auf der Herrlichkeit. Nach Kriegszerstörung Neuguss und Aufstellung als eigenständiges Denkmal Am Werderufer (Lage)
- Besonderheiten:
- Status: noch am selben Ort von 1963
- Info: k: kunst im öffentlichen raum bremen

### Ottjen-Alldag-Plastik
siehe auch den Artikelabschnitt Ottjen-Alldag-Relief
- Errichtet: 1964
- Anlass: Erinnerung an Georg Droste
- Entwurf: Claus Homfeld
- Ausführung: Claus Homfeld
- Material: Kupfer
- Aufstellungsort: im Schnoor, Ecke Spiekerbartstraße (Lage)
- Besonderheiten: –
- Status: noch am selben Ort
- Info: k: kunst im öffentlichen raum bremen

### Hansator
- Errichtet: 1964
- Anlass: Neubau Zollamt Bremen-Überseehafen
- Entwurf: Karl-August Welp
- Ausführung: Karl-August Welp
- Material: Beton
- Aufstellungsort:Überseestadt, Hansator 1   (Lage)
- Besonderheiten: –
- Status: noch am selben Ort
- Info:Landesamt für Denkmalpflege BremenDenkmaldatenbank des LfD

### Ansgar-Säule
- Errichtet: 1965
- Anlass: zu Ehren des 1100. Todestags des Heiligen St. Ansgar und zur Erinnerung an die 1944 zerstörte St. Ansgarii-Kirche
- Entwurf: Kurt-Wolf von Borries
- Ausführung: Kurt-Wolf von Borries
- Material: Bronze
- Aufstellungsort: Ansgarikirchhof vor dem Gewerbehaus (Lage)
- Besonderheiten:
- Status: noch am selben Ort
- Info: k: kunst im öffentlichen raum bremen

### Phantom
- Errichtet: 1966
- Anlass:
- Entwurf: Fritz Stein
- Ausführung:
- Material: Kupferblech
- Aufstellungsort: Neustadtswallanlagen, vor "Haus E" der Hochschule Bremen

(Lage)
- Besonderheiten:
- Status:
- Info:

### Der Rufer
- Errichtet: 1967
- Anlass:
- Entwurf: Gerhard Marcks
- Ausführung:
- Material: Bronze, Steinsockel
- Aufstellungsort: Radio-Bremen Fernsehen, Hans-Bredow-Straße
- Besonderheiten:
- Status: 2007 umgesetzt zum neuen Radio-Bremen-Gebäude, Hinter der Mauer 7. (Lage)
- Info: k: kunst im öffentlichen raum bremen

### Liegende Äigina
- Errichtet: 1968 (Plastik von 1966)
- Anlass: vom Künstler für Bremen vorgesehen
- Entwurf: Gerhard Marcks
- Ausführung: unbekannt
- Material: Bronze (Figur)
- Aufstellungsort: in den Wallanlagen (Lage)
- Besonderheiten: Die Figur ist nach der griechischen Insel Ägina und der namensgebenden Nymphe Aigina benannt. Marcks besaß ein Ferienhaus auf der Insel. Den berühmten Aphaiatempel auf dieser Insel empfand Marcks für seine Kunst als vorbildlich.
- Status: noch am selben Ort
- Info: k: kunst im öffentlichen raum bremen

### Seehund mit Heuler
- Errichtet: 1968
- Anlass: Errichtung der Sparkassenfiliale in Lesum
- Entwurf: Carina Malischewski-Brandmüller
- Ausführung: unbekannt
- Material: Bronze auf Steinsockel
- Aufstellungsort: Hindenburgstraße/Oberreihe (Lage)
- Status: am 15. Dezember 2014 im Zuge einer Baumaßnahme entfernt, danach verschollen[5]
- Info: k: kunst im öffentlichen raum bremen

### Zerbrochene Welt
- Errichtet: 1970
- Entwurf: Claus Homfeld
- Ausführung: Claus Homfeld
- Material: Edelstahl
- Aufstellungsort: vor dem Eingang der Schule am Steinkamp in Burglesum (Lage)
- Besonderheiten: –
- Status: noch am selben Ort
- Info: k: kunst im öffentlichen raum bremen

### Adler
- Errichtet: 1971
- Entwurf: Hans Wimmer
- Ausführung: Hans Wimmer
- Material: Bronze, Stein
- Aufstellungsort: auf dem Platz vor dem Haus der Handelskrankenkasse, Martinistraße 26
- Besonderheiten: –
- Status: noch am selben Ort
- Info: k: kunst im öffentlichen raum bremen

### Denkmal für die Verteidiger der Räterepublik
- Errichtet: 1972
- Anlass: Gedenken an die Gefallenen der Bremer Räterepublik
- Entwurf: Georg Arfmann
- Ausführung: Georg Arfmann
- Material: Stein
- Aufstellungsort: auf dem Waller Friedhof
- Besonderheiten: Das Denkmal ist der Nachfolger eines von Bernhard Hoetger im Jahre 1922 gestalteten Denkmals namens „Pietá“, welches am 30. Januar 1933 nach der Machtübernahme durch die Nationalsozialisten zerstört wurde.
- Status: noch am selben Ort
- Info: k: kunst im öffentlichen raum bremen

### Abstrakte Plastik
- Errichtet: 1972
- Entwurf: Gerhard Olbrich
- Ausführung: Gerhard Olbrich
- Material: Metall
- Aufstellungsort: vor dem Eingang der Schule Vor dem Heisterbusch Burglesum (Lage)
- Besonderheiten: –
- Status: noch am selben Ort
- Info: k: kunst im öffentlichen raum bremen

### Kinetisches Objekt
- Errichtet: 1973
- Anlass: Kunst im öffentlichen Raum – ein Bremer Programm
- Entwurf: Hein Sinken
- Ausführung: unbekannt
- Material: Edelstahl
- Aufstellungsort: Martinistraße/Ecke Balgebrückstraße (Lage)
- Besonderheiten:
- Status: Ursprünglich befand es sich auf dem Pausenhof der Gesamtschule West, Lissaer Straße, in Bremen -Gröpelingen
- Info: k: kunst im öffentlichen raum bremen

### Justitia
- Errichtet: 1973
- Anlass: Stiftung der Skulptur
- Entwurf: unbekannt
- Ausführung: unbekannt
- Material: Sandstein
- Aufstellungsort: Im Justitiapark genannten Teil der Neustadtswallanlagen. (Lage)
- Besonderheiten: Die Skulptur stammt vom 1823 abgerissenen Hohentor und wurde möglicherweise bereits im 17. Jh. geschaffen. Der rechte Unterarm sowie die Waage an der linken Hand der Skulptur sind verloren.
- Status: noch am selben Ort

### Schweinehirt und seine Herde
- Errichtet: 1974
- Anlass: Versinnbildlichung der Herkunft des Namens Sögestraße
- Entwurf: Peter Lehmann
- Ausführung: Peter Lehmann
- Material: Bronze
- Aufstellungsort: Sögestraße, kurz vor der Einmündung in das Herdentor und den Schüsselkorb (Lage)
- Besonderheiten: benutzbare Plastik
 Das Material honoriert die Benutzung durch goldenen Glanz.
- Status: noch am selben Ort
- Info: k: kunst im öffentlichen raum bremen

### Raupe
- Errichtet: 1974
- Anlass: Bildhaueraktion 1974
- Entwurf: Bernd Uiberall (1943–2003)
- Ausführung: Bernd Uiberall
- Material: Acrylglas, Polyester, Schaumstoff, Stahl
- Aufstellungsort: Auf dem Präsident-Kennedy-Platz. (Lage)
- Besonderheiten: Raupe leuchtet bei Nacht
- Status: noch am selben Ort
- Info: k: kunst im öffentlichen raum bremen

### Begegnung
- Errichtet: 1976
- Anlass: unbekannt
- Entwurf: Waldemar Otto
- Ausführung: Waldemar Otto
- Material: Bronze, Messing, 1,92 m hoch, Messingplatte 2,5 m × 0,7 m
- Aufstellungsort: vor dem Gustav-Heinemann-Bürgerhaus am Sedanplatz  (Lage)
- Besonderheiten:
- Status: noch am selben Ort
- Info: k: kunst im öffentlichen raum bremen

### Schmiedeeisernes Tor
- Errichtet: 1976
- Anlass: unbekannt
- Entwurf: Annette Diemer
- Ausführung: Annette Diemer
- Material: Schmiedeeisen, Bronze, 3 m × 14,5 m
- Aufstellungsort: Eingang zum Osterholzer Friedhof an der Ludwig-Roselius-Allee  (Lage)
- Besonderheiten: Entwurf, 1. Preis und Ausführung: großes Eingangstor für einen Friedhof-Eingangsbereich in Bremen – unvollendet geblieben[6]
- Status: noch am selben Ort
- Info: k: kunst im öffentlichen raum bremen

### Tod, Solidarität mit den Trauernden, Überwindung der Trauer
- Errichtet: 1977
- Anlass: unbekannt
- Entwurf: Siegfried Neuenhausen
- Ausführung: Siegfried Neuenhausen
- Material: Halbfigurengruppe, Bronze auf Gussbetonsockel, ca. lebensgroß
- Aufstellungsort: vor dem Osterholzer Friedhof an der Ludwig-Roselius-Allee (Lage)
- Besonderheiten:
- Status: noch am selben Ort
- Info: k: kunst im öffentlichen raum bremen

### Gräfin Emma und Herzog Benno
- Errichtet: 1977
- Anlass: Gedenken an Gräfin Emma und Bernhard I (Herzog Benno) und die Stiftungslegende der Bürgerweide von 1032
- Entwurf: Thomas Recker
- Ausführung: -
- Material: Bronze
- Aufstellungsort: H.-H.-Meier-Allee / Emmastraße (Lage)
- Besonderheiten: Die zunächst aus Beton gefertigte Gruppe wurde 1988 durch eine Neufassung in Bronze ersetzt.
- Status: noch am selben Ort
- Info: k: kunst im öffentlichen raum bremen

### Be-Hauptungen
- Errichtet: 1977
- Anlass: unbekannt
- Entwurf: Louis Niebuhr
- Ausführung: Louis Niebuhr
- Material: Stein (Sockel) und Bronze (Figur)
- Aufstellungsort: im Nelson-Mandela-Park zwischen Gustav-Deetjen-Allee und Blumenthalstraße
- Besonderheiten: –
- Status: noch am selben Ort; zwei der drei Skulpturen wurden im Mai 2022 gestohlen.
- Info: k: kunst im öffentlichen raum bremen

### Lichtwand
- Errichtet: 1977
- Anlass:
- Entwurf: Hermann Goepfert in Zusammenarbeit mit Klaus Hoelzinger.
- Ausführung:
- Material: Aluminium
- Aufstellungsort: Im zentralen Eingangsbereich des Klinikum Bremen-Ost (Lage)
- Besonderheiten:
- Status: noch am selben Ort
- Info: k: kunst im öffentlichen raum bremen

### Das Ende
- Errichtet: 1978
- Anlass: unbekannt
- Entwurf: Bernd Altenstein
- Ausführung: unbekannt
- Material: Bronze und Stein
- Aufstellungsort: Bischofsnadel (in den Wallanlagen) (Lage)
- Besonderheiten: Die Skulptur ist von einem Unbekannten mit dem doppeldeutigen Zusatz „Mit Brille wäre das nicht passiert“ versehen worden.
- Status: noch am selben Ort
- Info: k: kunst im öffentlichen raum bremen

### Windobjekt
- Errichtet: 1978
- Anlass: unbekannt
- Entwurf: Hein Sinken
- Ausführung: unbekannt
- Material: Edelstahl
- Aufstellungsort: An der Tiefer, Ecke Große Weserbrücke (Lage)
- Besonderheiten:
- Status: 2016 wurde das Windobjekt demontiert.
- Info: k: kunst im öffentlichen raum bremen

### Raumschiff General Spinaxis
- Errichtet: 1978
- Anlass: unbekannt
- Entwurf: Panamarenko
- Ausführung: unbekannt
- Material: Aluminium
- Aufstellungsort: Inmitten eines Wasserbassins vor dem Flughafen Bremen;Lage
- Besonderheiten:
- Status: Das Objekt war von 2003 bis 2006 auf dem Bahnhofsplatz ausgestellt; jetzt wieder am alten Platz.

### Wal
- Errichtet: 1980
- Anlass: Erinnerung an die Walfang-Tradition Vegesacks
- Entwurf: Uwe Hässler
- Ausführung: Uwe Hässler
- Material: Bronze
- Aufstellungsort: im Stadtteil Vegesack in der Gerhard-Rohlfs-Straße vor der Zweigstelle der Sparkasse Bremen Lage
- Besonderheiten: Geschenk der Sparkasse Bremen
- Status: noch am selben Ort
- Info: k: kunst im öffentlichen raum bremen

### Wal-Kiefer
- Errichtet: 1980
- Anlass: Erinnerung an die Walfang-Tradition Vegesacks und an einen im 18. Jhd. dort in der Lesum gestrandeten Wal
- Entwurf: unbekannt
- Ausführung: Bildhauerin Christa Baumgärtel
- Material: Bronze
- Aufstellungsort: Am Vegesacker Hafen (Utkiek) Lage
- Besonderheiten: Der Bronze-Abguss ersetzte 1980 den früher dort stehenden originalen verwitterten Unterkiefer eines Blauwals von ca. 24 m Länge
- Status: noch am selben Ort
- Info: k: kunst im öffentlichen raum bremen

### Waller Gespräche
- Errichtet: 1981
- Anlass:
- Entwurf: Bernd Altenstein und Jan Irps
- Ausführung:
- Material: Halbfiguren aus Bronze auf Sockeln aus Beton
- Aufstellungsort: Auf dem Wartburgplatz in Bremen-Walle (Lage)
- Besonderheiten: Drei von Bernd Altenstein und weitere drei von Jan Irps gestaltete Figuren.
- Status: noch am selben Ort

### Blockdieker Gespräche
Sandsteinskulptur
- Errichtet: 1982
- Anlass: -
- Entwurf: Bernd Altenstein
- Ausführung:
- Material: Sandstein, ca. 2,2 m
- Aufstellungsort: Aufgang zur Fußgängerbrücke Mülheimer Straße in Bremen-Osterholz (Lage)
- Besonderheiten: Ihr gegenüber steht eine gleichnamige Bronzeplastik von Jan Irps
- Status: noch am selben Ort
- Info: k: kunst im öffentlichen raum bremen

Bronzeplastik
- Errichtet: 1982
- Anlass: -
- Entwurf: Jan Irps
- Ausführung:
- Material: Bronze, ca. 2,2 m
- Aufstellungsort: Aufgang zur Fußgängerbrücke Mülheimer Straße in Bremen-Osterholz (Lage)
- Besonderheiten: Ihr gegenüber steht eine gleichnamige Sandsteinskulptur von Bernd Altenstein
- Status: noch am selben Ort
- Info: k: kunst im öffentlichen raum bremen

### Segel
- Errichtet: 1982
- Anlass:
- Entwurf: Hans Dieter Bohnet
- Ausführung:
- Material: Edelstahl
- Aufstellungsort: Vor dem ehemaligen Bundeswehrhochhaus in der Falkenstr. 45. (Lage)
- Besonderheiten:
- Info: k: kunst im öffentlichen raum bremen
- Status: noch am selben Ort

### Mahnmal für die Opfer der „Reichskristallnacht“
- Errichtet: 1982
- Anlass: Gedenken an die fünf jüdischen Opfer, die in der Reichspogromnacht im heutigen Stadtgebiet von Bremen von den Nationalsozialisten ermordet wurden
- Entwurf: Hans D. Voss (1926–1980)
- Ausführung: unbekannt
- Material: Beton, schwarz gefärbt
- Aufstellungsort: Vor dem Haus Landherrn-Amt im Schnoorviertel (Lage)

- Besonderheiten: -
- Status: noch am selben Ort

### MahnmalVernichtung durch Arbeitbeim U-Boot-Bunker „Valentin“
Siehe auch Abschnitt im Artikel: U-Boot-Bunker Valentin#Erinnerungsstätte
- Errichtet: 16. September 1983
- Anlass: Gedenken an die am Bau des U-Boot-Bunkers „Valentin“ beteiligten Zwangsarbeiter
- Entwurf: Fritz Stein
- Ausführung: Fritz Stein
- Material: Beton
- Aufstellungsort: Vorplatz bei der Zufahrt zu dem heute teilweise als Marinedepot genutzten Bunker
- Besonderheiten: -
- Status: noch am selben Ort

### Sitzendes Paar
- Errichtet: 1983
- Anlass: unbekannt
- Entwurf: Alice Peters
- Ausführung: Alice Peters
- Material: Bronze
- Aufstellungsort: Schulstraße Ecke Neustadtscontrescarpe, Nähe Leibnizplatz (Lage)
- Besonderheiten: –
- Info: k: kunst im öffentlichen raum bremen
- Status: noch am selben Ort

### Zur Schicht
- Errichtet: 1983
- Anlass: Die Bremer Werft "AG Weser" wurde geschlossen, nachdem Arbeiter sie wochenlang besetzt hatten
- Entwurf: Waldemar Otto
- Ausführung: unbekannt
- Material: Bronze
- Aufstellungsort: Ecke Lindenhofstraße/Dockstraße in Bremen-Gröpelingen  (Lage)
- Besonderheiten: Ein halbes Jahr nach der Werftschließung ließen die Arbeiter die Tafel mit dem Brecht-Zitat vor der Plastik anbringen: "Wer kämpft, kann verlieren. Wer nicht kämpft, hat schon verloren."
- Status: noch am selben Ort
- Info:  k: kunst im öffentlichen raum bremen
Wiltrud Ulrike Drechsel: Geschichte im öffentlichen Raum. Denkmäler in Bremen zwischen 1435 und 2001. Bremen:Donat, 2011, S. 37f.

### Boule-Spiel
- Errichtet: 1983
- Anlass: Kunst im öffentlichen Raum für den Bau der ehemaligen Landeszentralbank (Filiale der Deutschen Bundesbank)
- Entwurf: Bernd Uiberall (1943–2003)
- Ausführung: Bernd Uiberall
- Material: Granit, Sandstein
- Aufstellungsort: Kohlhökerstraße (nahe Präsident-Kennedy-Platz)
- Besonderheiten: Skulpturenensemble, 6-teilig, Granit, Laufspuren, Sandstein, unterschiedliche Größen
- Status: 2022 versetzt in den Garten der Nationen auf dem Campus der Universität Bremen (Lage).[7]
- Info: k: kunst im öffentlichen raum bremen

### Freiheitskämpfer
- Errichtet: 1984
- Anlass: Gedenken an Mildred Harnack und Harro Schulze-Boysen
- Entwurf: Fritz Cremer
- Ausführung: unbekannt
- Material: Bronze
- Aufstellungsort: Neben dem Wilhelm-Wagenfeld-Haus
- Besonderheiten: Nachguss nach dem Original von 1947, welches in Berlin steht
- Info: k: kunst im öffentlichen raum bremen
- Status: noch am selben Ort

### Zigarrenmacher
- Errichtet: 1984
- Anlass: Erinnerung an die früher im Buntentorsteinweg ansässigen Zigarrenmacher
- Entwurf: Holger Voigts
- Ausführung: Holger Voigts
- Material: Halbfiguren, Bronze, 1,85 m × 3,5 m × 0,75 m
- Aufstellungsort: An der Straße Buntentorsteinweg, Ecke Kirchweg (Lage)
- Besonderheiten:
- Status: noch am selben Ort
- Info: k: kunst im öffentlichen raum bremen

### Froschkönig
- Errichtet: 1984
- Anlass:
- Entwurf: Holger Voigts
- Ausführung: Bildhauerwerkstatt in der JVA Bremen-Oslebshausen unter der Leitung von Holger Voigts
- Material: 5 Figuren, 8 Kugeln, Bronze, überlebensgroß
- Aufstellungsort: Marktplatz Osterholz-Tenever in der Ludwigshafener Straße (Lage)
- Besonderheiten:
- Status: noch am selben Ort
- Info: k: kunst im öffentlichen raum bremen

### Doppelstück
- Errichtet: 1984
- Anlass:
- Entwurf: Ulrich Rückriem
- Ausführung: Ulrich Rückriem
- Material: Zwei Monolithe von blauem Granit, je 4,45 m × 1,9 m × 1,8 m
- Aufstellungsort: Teerhof beiderseits des Zugangs von der Bürgermeister-Smidt-Brücke (Lage)
- Besonderheiten:
- Status: noch am selben Ort
- Info: k: kunst im öffentlichen raum bremen

### Füllhorn
- Errichtet: 1985
- Anlass: Hinweis auf die reichen Bestände des Focke-Museum.
- Entwurf: Paul Halbhuber
- Ausführung: Paul Halbhuber
- Material: Bronze
- Aufstellungsort: Vor dem Eingang des Focke-Museums Lage
- Besonderheiten: –
- Status: noch am selben Ort
- Info: k: kunst im öffentlichen raum bremen

### Kaisenbüste
- Errichtet: 1985
- Anlass: Gedenken an Wilhelm Kaisen
- Entwurf: Christa Baumgärtel
- Ausführung: Christa Baumgärtel
- Material: Bronze
- Aufstellungsort: Vor dem Ortsamt Borgfeld
- Besonderheiten: –
- Status: noch am selben Ort
- Info: k: kunst im öffentlichen raum bremen

### Dem unbekannten Deserteur
- Errichtet: 18. Oktober 1986
- Anlass: Die Skulptur war das erste Mahnmal für Deserteure in der damaligen Bundesrepublik Deutschland
- Stifter:
- Entwurf: Gruppe Reservisten verweigern sich
- Ausführung:
- Material: Beton
- Aufstellungsort: Bremen-Vegesack, im Foyer des Gustav-Heinemann-Bürgerhauses (Lage)
- Besonderheiten: Die Skulptur Dem unbekannten Deserteur wurde am 26. April 1986 auf dem Ansgarikirchhof enthüllt. Dauerhafter Standort wurde das Gustav-Heinemann-Bürgerhaus in Vegesack.
- Status: noch am selben Ort
- Info: Denkmal „Dem unbekannten Deserteur“

### Büste
- Errichtet: 1986/1987
- Anlass: Das Kunstwerk entstand im Rahmen eines internationalen Bildhauer Symposions vom 11. August 1986 bis 10. September 1986 in den Wallanlagen hinter der Kunsthalle.
- Entwurf: Emilia Kaus
- Ausführung: Emilia Kaus
- Material: Ibbenbürener Sandstein, ca. 1,5 m
- Aufstellungsort: Die Aufstellung der Skulptur erfolgte 1987 an der Deichschart am Werdersee in der Neustadt.(Lage)
- Besonderheiten:
- Status: noch am selben Ort
- Info: k: kunst im öffentlichen raum bremen

### Tide
- Errichtet: 1986/1987
- Anlass: Das Kunstwerk entstand im Rahmen eines internationalen Bildhauer Symposions vom 11. August 1986 bis 10. September 1986 in den Wallanlagen hinter der Kunsthalle.
- Entwurf: Zygfryd Korpalski
- Ausführung: Zygfryd Korpalski
- Material: Ibbenbürener Sandstein, ca. 1,5 m
- Aufstellungsort: Die Aufstellung der Skulptur erfolgte 1987 an der Deichschart am Werdersee in der Neustadt.(Lage)
- Besonderheiten:
- Status: noch am selben Ort
- Info: k: kunst im öffentlichen raum bremen

### Tektonikus Mozgas
- Errichtet: 1986/1987
- Anlass: Im Rahmen des Projektes Bildhauer-Symposium 1986 gestalteten sechs internationale Künstler und ein Gast Skulpturen in den Wallanlagen hinter der Kunsthalle in Bremen-Mitte.
- Entwurf: Bocz Gyula
- Ausführung: Bocz Gyula
- Material: Ibbenbürener Sandstein, ca. 1,5 m
- Aufstellungsort: Die Aufstellung der Skulptur erfolgte 1987 an der Deichschart am Werdersee in der Neustadt.(Lage)
- Besonderheiten:
- Status: noch am selben Ort
- Info: k: kunst im öffentlichen raum bremen

### Ikarus I
- Errichtet: 1986/1987
- Anlass: internationales Bildhauer Symposium vom 11. August 1986 bis 10. September 1986 in den Bremer Wallanlagen
- Entwurf: Bernd Uiberall (1943–2003)
- Ausführung: Bernd Uiberall (1943–2003)
- Material: Ibbenbürener Sandstein, 1,5 m × 4 m
- Aufstellungsort: Seit 1987 an der Kleinen Weser, Höhe Kleine Weserbrücke (Lage)
- Besonderheiten:
- Status: noch am selben Ort
- Info: k: kunst im öffentlichen raum bremen

### Mudder Cordes
- Errichtet: 1987
- Anlass: Erinnerung an Mudder Cordes, eigentlich Metta Cordes, die mit einem Gemüsewagen durch die Neustadt zog. Gestiftet von ihrem Urenkel.
- Entwurf: Christa Baumgärtel
- Ausführung: Christa Baumgärtel
- Material: Bronze
- Aufstellungsort: Knochenhauerstraße Lage
- Besonderheiten: –
- Status: noch am selben Ort
- Info: k: kunst im öffentlichen raum bremen

### Arbeitende Hände
- Errichtet: 1987
- Anlass: Wirtschaftlicher Zusammenbruch der Werft AG Weser.
- Entwurf: Bernd Altenstein
- Ausführung: unbekannt
- Material: Bronze
- Aufstellungsort: Bürgermeister-Ehlers-Platz in Bremen-Gröpelingen  (Lage)
- Besonderheiten:
- Info: k: kunst im öffentlichen raum bremen
- Status: noch am selben Ort

### Sonnenzeichen
- Errichtet: 1987
- Anlass: 100-jähriges Bestehen des gemeinnützigen Bremer Bauvereins
- Entwurf: Wolf E. Schultz
- Ausführung: n.n.
- Material: Bronze
- Aufstellungsort: Robert-Koch-Straße 12, Bremen – Obervieland  (Lage)
- Besonderheiten: –
- Status: noch am selben Ort
- Info: k: kunst im öffentlichen raum bremen

### Documenta 2 – Aus dem Museum des Steins
- Errichtet: 1988
- Anlass: Platzgestaltung
- Entwurf: Ulrich Rückriem
- Ausführung: Ulrich Rückriem
- Material: Granit
- Aufstellungsort: Hillmannplatz/Contrescarpe/Herdentorsteinweg vor dem Swissôtel (Lage)
- Besonderheiten: –
- Status: noch am selben Ort
- Info: k: kunst im öffentlichen raum bremen

### Der Böse
- Errichtet: 1988
- Anlass: Platzgestaltung
- Entwurf: Ulrich Rückriem
- Ausführung: Ulrich Rückriem
- Material: Granit
- Aufstellungsort: in der Bahnhofstraße, am Eingang zum Hillmannplatz (Lage)
- Besonderheiten: –
- Status: noch am selben Ort
- Info: k: kunst im öffentlichen raum bremen

### Fragment
- Errichtet: 1988 / 1991
- Anlass: Hommage an Rudolf Hilferding
- Entwurf: Hawoli
- Ausführung: Hawoli
- Material: Granit und Stahl
- Aufstellungsort: auf dem Rudolf-Hilferding-Platz vor dem Haus des Reichs (Lage)
- Besonderheiten: Vier gestürzte rot-schwarze Granitpfeiler symbolisieren die gestürzte Macht – Hilferding verlor sein Amt als Reichsfinanzminister in einer „rot-schwarzen“ Regierung nach dem Beginn der Weltwirtschaftskrise, im Dezember 1929. Die anderen drei im Zentrum des Platzes stehenden, sich mit einem Stahlträger aneinander klammernden, polierten Granitpfeiler stellen die verbleibenden Mitglieder der Regierung dar, der nun die Mehrheit fehlt.
- Status: noch am selben Ort
- Info: k: kunst im öffentlichen raum bremen

### Gedenkstein zur Deportation männlicher Juden ins KZ Sachsenhausen nach der Reichspogromnacht am 9. November 1938
- Errichtet: 1988
- Anlass: 50. Jahrestag der sogenannten Reichspogromnacht
- Entwurf: Jürgen Blode
- Ausführung: Jürgen Blode
- Material: Granit und Beton
- Aufstellungsort: Grünstreifen an der Sonnemannstraße 2, gegenüber dem Eingang zur Justizvollzugsanstalt Oslebshausen (Lage)
- Besonderheiten: Eine große zerbrochene Steinplatte, auf der ein Davidstern, eine Marschkolonne und das Wort „Jude“ zu sehen sind, erinnern sowohl an die Deportation von männlichen Juden aus Bremen während der Novemberpogrome 1938 ins KZ Sachsenhausen als auch an die Vernichtung des Judentums und ihrer Menschen durch die Nationalsozialisten. Die Einweihung erfolgte im November 1988 als Abschluss eines vorhergehenden Gedenkmarsches.
- Status: noch am selben Ort
- Info: k: kunst im öffentlichen raum bremen

### Anlehner
- Errichtet: 1989
- Anlass:
- Entwurf: Künstlergruppe ExR
- Ausführung: Künstlergruppe ExR
- Material: zweiteilige Skulptur, Gerüstrohre, Kranträger, Farbe, 30 m × 6 m
- Aufstellungsort: St.Gotthard Straße 31 (Lage)
- Besonderheiten: Der Künstlergruppe ExR gehören an: Gunther Gerlach, Uwe Süchting, Eberhard Syring
- Status: nicht mehr vorhanden
- Info: k: kunst im öffentlichen raum bremen

### Skulptur o.T.
- Errichtet: 1989/1992
- Anlass: Projekt Bildhauer-Symposium 1982 auf dem Schillerplatz in Bremen-Blumenthal.
- Entwurf: Rainer Höding
- Ausführung: Rainer Höding
- Material: Sandstein
- Aufstellungsort: unter den Arkaden in der Landrat-Christians-Straße, Blumenthal (Lage)
- Besonderheiten:
- Status: noch am selben Ort
- Info: k: kunst im öffentlichen raum bremen

### Esel
- Errichtet: 14. März 1990
- Anlass: Hafenfest
- Entwurf: Bildhauerwerkstatt JVA-Oslebshausen
- Ausführung: Bildhauerwerkstatt JVA-Oslebshausen
- Material: Bronze
- Aufstellungsort: Am Vegesacker Hafen, bei der Gaststätte Grauer Esel Lage
- Besonderheiten: Gespendet von Vegesacker Bürgern. Ursprünglich Betonguss (1985?).[8]
- Info: k: kunst im öffentlichen raum bremen
- Status: noch am selben Ort

### Aufgehender Mond
- Errichtet: 1990
- Anlass: Umbau des Postamtes 5
- Entwurf: Manfred Ortner mit Haus-Rucker-Co
- Ausführung:
- Material: Stahl und Kunststoff
- Aufstellungsort: Vor dem ehem. Postamt 5, An der Weide 50
- Besonderheiten: Versetzt von Ost nach West
- Info: k: kunst im öffentlichen raum bremen
- Status: noch am selben Ort

### Bessel-Ei
- Errichtet: 1990
- Anlass: Erinnerung an Friedrich Wilhelm Bessel, der als Kaufmannslehrling in Bremen seine ersten astronomischen Arbeiten anfertigte
- Entwurf: Jürgen Goertz
- Ausführung: Jürgen Goertz
- Material: Bronzeguss, Edelstahl, Sandstein, Glas, Energiesparlampe, Granit
- Aufstellungsort: auf dem Hanseatenhof
 Das Denkmal befindet sich am ehemaligen Standort der Ansgarikirche (Lage)
- Besonderheiten: –
- Info: k: kunst im öffentlichen raum bremen
- Status: noch am selben Ort

### Borgward-Denkmal
- Errichtet: 1990
- Anlass: Erinnerung an Carl Friedrich Wilhelm Borgward
- Entwurf: B. Sieger, Niederlande
- Ausführung: unbekannt
- Material: Kalksandstein (Wand) und Bronze (Skulptur)
- Aufstellungsort: an der Mercedesstraße (Lage)
- Besonderheiten: Das Denkmal stellt ein Portraitrelief Borgwards mit dem Modell seines legendären Fahrzeugs "Isabella" dar
- Status: noch am selben Ort

### Heini Holtenbeen
- Errichtet: 1990
- Anlass: Erinnerung an das Bremer Original Jürgen Heinrich Keberle, genannt Heini Holtenbeen (1835–1909)
- Entwurf: Claus Homfeld
- Ausführung: unbekannt
- Material: Bronze
- Aufstellungsort: Hinter der Holzpforte/Schnoor (Lage)
- Besonderheiten: –
- Info: k: kunst im öffentlichen raum bremen
- Status: noch am selben Ort

### Vier Jahreszeiten – Sommer
- Errichtet: 1991
- Anlass: 125-jähriges Bestehen des Bremer Bürgerparks
- Entwurf: Bernd Altenstein
- Ausführung: unbekannt
- Material: Stein (Sockel) und Bronze (Figur)
- Aufstellungsort: am Hollersee
- Besonderheiten: –
- Status: noch am selben Ort
- Info: k: kunst im öffentlichen raum bremen

### Vier Jahreszeiten – Herbst
- Errichtet: 1991
- Anlass: 125-jähriges Bestehen des Bremer Bürgerparks
- Entwurf: Bernd Altenstein
- Ausführung: unbekannt
- Material: Stein (Sockel) und Bronze (Figur)
- Aufstellungsort: am Hollersee
- Besonderheiten: –
- Status: noch am selben Ort
- Info: k: kunst im öffentlichen raum bremen

### Vier Jahreszeiten – Frühling
- Errichtet: 1991
- Anlass: 125-jähriges Bestehen des Bremer Bürgerparks
- Entwurf: Bernd Altenstein
- Ausführung: unbekannt
- Material: Stein (Sockel) und Bronze (Figur)
- Aufstellungsort: am Hollersee
- Besonderheiten: –
- Status: noch am selben Ort
- Info: k: kunst im öffentlichen raum bremen

### Vier Jahreszeiten – Winter
- Errichtet: 1991
- Anlass: 125-jähriges Bestehen des Bremer Bürgerparks
- Entwurf: Bernd Altenstein
- Ausführung: unbekannt
- Material: Stein (Sockel) und Bronze (Figur)
- Aufstellungsort: am Hollersee
- Besonderheiten: –
- Status: noch am selben Ort
- Info: k: kunst im öffentlichen raum bremen

### Der Gaukler
- Errichtet: 1991
- Anlass: Verbindung zur bremer shakespeare company im Theater am Leibnizplatz
- Entwurf: Christoph Fischer
- Ausführung: Christoph Fischer
- Material: Bronzeguss
- Aufstellungsort: auf dem Leibnizplatz (Lage)
- Besonderheiten: –
- Status: noch am selben Ort
- Info: k: kunst im öffentlichen raum bremen

### Ebbe und Flut
- Errichtet: 1991
- Anlass:
- Entwurf: Jan Meyer-Rogge
- Ausführung:
- Material: 2 Stahlbögen, je 0,62 m × 3,84 m; Rundstab, Stahl, ca. 7 m × 0,12 m
- Aufstellungsort: Weseruferpromenade Osterdeich (Lage)
- Besonderheiten: –
- Status: Ursprünglich stand das Kunstwerk am Deichschartweg in Bremen-Neustadt. Es wurde im Rahmen der Verrückung von Kunstwerken "Moving the City" 2003 an der Weseruferpromenade Osterdeich / Am Tiefer aufgestellt.
- Info: k: kunst im öffentlichen raum bremen

### Großer Hephaistos II
- Errichtet: 1991
- Anlass: Gedenken an Hephaistos, Gott des Feuers in der griechischen Mythologie, der in seiner Schmiede mit seiner Einsamkeit kämpft
- Stifter: Stadtwerke Bremen
- Entwurf: Waldemar Otto
- Ausführung:
- Material: Beton (Sockel) und Bronze (Figur)
- Aufstellungsort: Schwachhauser Heerstraße 240; im Park von Gut Riensberg .(Lage)
- Besonderheiten:
- Status: Das Standbild wurde vom Straßenzugang in den Park hinein versetzt.
- Info: k: kunst im öffentlichen raum bremen

### Ziegenbock
- Errichtet: 1991
- Anlass:
- Entwurf: Peter Miczek
- Ausführung:
- Material: Bronze auf Betonsockel
- Aufstellungsort: Ziegenmarkt
- Besonderheiten:
- Status: noch am selben Ort
- Info: k: kunst im öffentlichen raum bremen

### Säule I
- Errichtet: 1992
- Anlass:
- Entwurf: Marianne Klein
- Ausführung:
- Material: Bronze, Farbe, ca. 3,75 m
- Aufstellungsort: St.Gotthard Straße (Lage)
- Besonderheiten:
- Status: noch am selben Ort
- Info: k: kunst im öffentlichen raum bremen

### Mann und Frau
- Errichtet: 1992
- Anlass: unbekannt
- Entwurf: Christa Baumgärtel
- Ausführung: Christa Baumgärtel
- Material: Stein (Sockel) und Eisenguss (Figur)
- Aufstellungsort: in den Wallanlagen (Lage)
- Besonderheiten: –
- Status: noch am selben Ort
- Info: k: kunst im öffentlichen raum bremen

### Ludwig-Knoop-Statue
- Errichtet: 1994
- Anlass: Erinnerung an den Bremer Großkaufmann Ludwig Knoop, der hier im Schloss Mühlenthal wohnte.
- Entwurf: Claus Homfeld
- Ausführung: –
- Material: Bronze
- Aufstellungsort: Knoops Park (Lage)
- Besonderheiten: –
- Info: k: kunst im öffentlichen raum bremen
- Status: noch am selben Ort

### Three Triangles
- Errichtet: 1994
- Anlass: Ausstellung mit Werken von Sol LeWitt im Jahre 1994 in der Weserburg
- Stifter: Der Künstler, die Firmen Kraft Foods, Fuhrken und KaMü sowie verschiedene Privatpersonen
- Entwurf: Sol LeWitt
- Ausführung: –
- Material: Kalksandstein, weiß gestrichen
- Aufstellungsort: Am Nordende der Teerhof-Halbinsel (Lage)
- Besonderheiten: Alternativer Titel des Werkes: "Outdoor Piece for Bremen"
- Info: k: kunst im öffentlichen raum bremen
- Status: noch am selben Ort

### Ohne Titel
- Errichtet: 1994
- Anlass:
- Entwurf: Gisela Kleinlein
- Ausführung:
- Material: Installation 9-teilig, Stahlstangen, Höhe gestaffelt von 2,8 m bis 6 m, 1 Kugel, Farbe
- Aufstellungsort: Park des Klinikum Bremen-Ost (Lage)
- Besonderheiten: eine Stange und die goldene Kugel fehlten zum Zeitpunkt der Aufnahme (2010–09)
- Status: noch am selben Ort
- Info: k: kunst im öffentlichen raum bremen

### Wal-Schwanzflosse
- Errichtet: 1995
- Anlass: Erinnerung an die Wal- und Fischfang-Tradition Vegesacks
- Entwurf: Uwe Hässler
- Ausführung: Uwe Hässler
- Material: Bronze, wellenförmige Pflasterung mit grauem Granit
- Aufstellungsort: am Vegesacker Hafen, Weserpromenade Lage
- Besonderheiten: aus den "Wellen" ragende Schwanzflosse (Fluke) eines Wals
- Status: noch am selben Ort
- Info: k: kunst im öffentlichen raum bremen

### Integration
- Errichtet: 1997
- Anlass: Erinnerung an Langzeitarbeitslose
- Entwurf: Dietrich Wildgrube
- Ausführung: Dietrich Wildgrube
- Material: fünfteilige Plastik aus geschmiedetem Stahl
- Aufstellungsort: Agentur für Arbeit Bremen-Vegesack (Lage)
- Besonderheiten: -
- Status: noch am selben Ort
- Info: k: kunst im öffentlichen raum bremen

### Rollfeld II
- Errichtet: 1997
- Anlass: -
- Entwurf: Martin Vosswinkel
- Ausführung:
- Material: Installation, 40-teilig, Beton, gelbes Pigment, Kurkuma, je 0,46 m ⌀
- Aufstellungsort: Park des Klinikum Bremen-Ost (Lage)
- Besonderheiten: Sept./Okt. 1997 Installation auf dem Richard-Strauß-Platz in Bremen. Dez. 1997 Ankauf der Installation für den Park des ZKH OST
- Status: noch am selben Ort
- Info: k: kunst im öffentlichen raum bremen

### Der Spiegel
- Errichtet: 1998
- Anlass: -
- Entwurf: Sebastian Schweikert
- Ausführung:
- Material: Bronze
- Aufstellungsort: Auf dem Teerhof
- Besonderheiten:
- Status: noch am selben Ort

### Romari
- Errichtet: 1998
- Anlass: -
- Entwurf: Robert Schad
- Ausführung: Robert Schad
- Material: Stahl
- Aufstellungsort: Präsident-Kennedy-Platz vor dem Hauptverwaltungssitz der BLG
- Besonderheiten:
- Status: noch am selben Ort
- Info: k: kunst im öffentlichen raum bremen

### Mülheimer Strauß
- Errichtet: 1999
- Anlass: Auf Initiative Blockdieker Anwohner entstanden
- Entwurf: Maren Koll
- Ausführung:
- Material: Skulptur, Polyester, Farbe, ca. 2,8 m
- Aufstellungsort: Blockdiek, Günther-Hafemann-Straße, neben der Kirche (Lage)
- Besonderheiten:
- Status: noch am selben Ort
- Info: k: kunst im öffentlichen raum bremen

### Die Familie
- Errichtet: 1999
- Anlass: unbekannt
- Entwurf: Ernst Gorsemann
- Ausführung: Ernst Gorsemann
- Material: Skulptur, Stein
- Aufstellungsort: Teerhof
- Besonderheiten: letztes unvollendetes Werk
- Status: noch am selben Ort

### Ypso
- Errichtet: 1999
- Anlass: Kunst im öffentlichen Raum
- Entwurf: Jenny Löbert
- Ausführung: Jenny Löbert
- Material: Glasfaserverstärkter Kunststoff, bunt bemalt
- Aufstellungsort: Am Wall, östliche Auffahrt zur Hochstraße
- Besonderheiten: –
- Status: Die Skulptur wurde im Rahmen der Verrückung von Kunstwerken Moving the City, 2003 auf dem Pausenhof der Gesamtschule West in Bremen-Gröpelingen aufgestellt.

## 21. Jahrhundert

### Irrstern
- Errichtet: 2000
- Anlass: Mahnmal für die Bremer Opfer der NS-Psychiatrie
- Entwurf: Marikke Heinz-Hoek
- Ausführung:
- Material: Granitplatte, Edelstahl, 2 m × 3 m
- Aufstellungsort: Bremen-Osterholz, im Park des Klinikums Bremen-Ost (Lage)
- Besonderheiten: Zu dem zweiteiligen Mahnmal gehört die Videoinstallation Fenster des Himmels, die ebenfalls von Marikke Heinz-Hoek geschaffen wurde und die sich im Foyer des Hauptgebäudes der Klinik befindet (siehe Hauptartikel).
- Status: noch am selben Ort
- Info: k: kunst im öffentlichen raum bremen

### Kranich-Skulptur
- Errichtet: 8. Mai 2001
- Anlass: Der Kranich als Friedenssymbol geht zurück auf Sadako Sasaki, die beim US-Atombombenangriff auf Hiroshima am 6. August 1945 tödlich verstrahlt wurde.
- Stifter: Internationale Friedensschule Bremen
- Entwurf: Fritz Stein
- Ausführung: Mitglieder der Metallwerkstatt im Bürgerhaus Vegesack
- Material: Metall
- Aufstellungsort: Bremen-Vegesack, vor dem Gustav-Heinemann-Bürgerhaus (Lage)
- Besonderheiten: Die Preisträger des Franco-Paselli-Friedenspreises werden mit einer individuell gestalteten Kranich-Skulptur als Friedenssymbol geehrt.
- Status: noch am selben Ort
- Info: Der Kranich als Friedenssymbol

### Magdalene-Pauli-Denkmal
- Errichtet: 19. Mai 2001
- Anlass: Erinnerung an die Schriftstellerin Magdalene Pauli (geb. Melchers), die unter dem Pseudonym Mara Berck schrieb
- Stifter: Förderverein Knoops Park
- Entwurf: Claus Homfeld
- Ausführung:
- Material: Naturstein (Sockel), Bronze (Büste)
- Aufstellungsort: Bremen-Burglesum, im Knoops Park unterhalb der Villa Lesmona (Lage)
- Besonderheiten:
- Status: noch am selben Ort
- Info: k: kunst im öffentlichen raum bremen

### Ankunft und Abschied („Reckers Familie“)
- Errichtet: Einweihung im Mai 2001
- Anlass: Erneuerung des Vegesacker Hafens
- Entwurf: Thomas Recker
- Ausführung: Thomas Recker
- Material: Bronze
- Aufstellungsort: Bremen-Vegesack, Treppe (Hochwasser-Schutzmauer) an der Nordkaje des Vegesacker Hafens und auf dem Bahnhofsvorplatz
- Besonderheiten: Skulpturen-Ensemble – im Volksmund genannt „Reckers Familie“ –, Ankunft und Abschied symbolisierend. Eine siebenköpfige Figurengruppe, drei Frauen mit Ferngläsern über das Hafenbecken auf die Weser und ein Mann in entgegengesetzter Richtung auf den Vegesacker Bahnhof sowie ein Mann mit Kind vom Bahnhofsvorplatz in Richtung Hafen blickend, dazwischen ein mit einem „Papierschiffchen“ spielendes Mädchen. (Lage)
- Status: noch etwa am selben Ort
- Info: k: kunst im öffentlichen raum bremen

### Gorillabüste
- Errichtet: 19. September 2001
- Anlass:
- Entwurf: Bildhauerwerkstatt in der JVA
- Ausführung: Bildhauerwerkstatt in der JVA
- Material: Sandstein, Baumstamm als Sockel
- Aufstellungsort: Bremen-Schwachhausen, Tierpark im Bürgerpark
- Besonderheiten:
- Status: noch am selben Ort
- Info:

### Die Melkerin
- Errichtet: 16. November 2002
- Anlass:
- Entwurf: Claus Homfeld
- Ausführung:
- Material: Bronze
- Aufstellungsort: Bremen-Borgfeld, Borgfelder Heerstraße (Lage)
- Besonderheiten:
- Status: noch am selben Ort
- Info:

### Kuh und Kälbchen
- Errichtet: 2002/2003
- Anlass: Zur Erinnerung an die 70-jährige Gründungsgeschichte der Kuhkampsiedlung in Bremen-Osterholz.
- Entwurf: Eberhard Szejstecki
- Ausführung: Eberhard Szejstecki
- Material: Skulpturensemble, 2-teilig, Bronze, 1,9 m × 1,2 m × 0,5 m; Sockel, Mauersteine
- Aufstellungsort: Bremen-Osterholz, Am großen Kuhkamp (Lage)
- Besonderheiten:
- Status: noch am selben Ort
- Info: k: kunst im öffentlichen raum bremen

### Paare
- Errichtet: 2002/2003
- Anlass:
- Entwurf: Hans-J. Müller
- Ausführung:
- Material: Stahl und Farbe
- Aufstellungsort: Bremen-Neue Vahr, Neue Vahr Nord, auf der Mittelinsel des Kreisverkehrs am östlichen Ende der August-Bebel-Allee (Lage)
- Besonderheiten:
- Status: noch am selben Ort
- Info: k: kunst im öffentlichen raum bremen

### Bienen-Roland
- Errichtet: 2004
- Anlass: 600-jähriges Bestehen des Bremer Roland
- Entwurf: Birgit Jönsson
- Ausführung: Birgit Jönsson
- Material: Eichenholz
- Aufstellungsort: Bremen-Schwachhausen, Stadtwald (Lage)
- Besonderheiten: Die Skulptur enthält einen Bienenstock und stellt damit eine Figurenbeute dar.
- Status: noch am selben Ort
- Info:

### Admiral-Brommy-Büste
- Errichtet: 4. September 2004
- Anlass: Erinnerung an Admiral Brommy, der in seinen letzten Lebensjahren in der Nähe (Haus Schwalbenklippe, Admiral-Brommy-Weg 5) wohnte.
- Entwurf: Thomas Recker
- Ausführung: Thomas Recker
- Material: Stein (Sockel) und Bronze (Figur)
- Aufstellungsort: Bremen-Burglesum, in unmittelbarer Nähe zu Knoops Park (Lage)
- Besonderheiten:
- Status: noch am selben Ort
- Info:

### Affentor
- Errichtet: 10. Juli 2007
- Anlass: Jörg-Immendorff-Ausstellung in Bremen
- Entwurf: Jörg Immendorff
- Ausführung:
- Material: Bronze
- Aufstellungsort: Bremen-Mitte, vor der Sparkasse am Brill Lage
- Besonderheiten: Vor dem Hauptbahnhof stand bis März 2012 knapp fünf Jahre als Leihgabe ein zweites Affentor.
- Status: noch am selben Ort
- Info: k: kunst im öffentlichen raum bremen

### Szenario
- Errichtet: 2007
- Anlass: Neugestaltung des Hemelinger Marktplatzes
- Entwurf: Gisela Eufe
- Ausführung:
- Material: 6 Figuren auf Edelstahlrohren, Polyester, Farbe; je ca. 5,7 m hoch
- Aufstellungsort: Bremen-Hemelingen, Hemelinger Bahnhofstraße/Ecke Osenbrückstraße (Lage)
- Besonderheiten: „Sechs Figuren sind in ihren Bewegungen angehalten wie aus einem stummen Theater. Sie führen uns in ein Spiel von Komik und Tragik, deren Regisseur wir Betrachter sind.“
- Status: noch am selben Ort
- Info: k: kunst im öffentlichen raum bremen

### Weideland
- Errichtet: 2007
- Anlass:
- Entwurf: Claudia und Manfred Sabo
- Ausführung: Claudia und Manfred Sabo
- Material: Tierskulpturen, 6-teilig, Schwarzer Granit, 2,3 × 0,6 × 1,4 m und 1 × 0,4 × 0,7 m
- Aufstellungsort: Bremen-Osterholz, Davoser Straße (Lage)
- Besonderheiten:
- Status: noch am selben Ort
- Info: k: kunst im öffentlichen raum bremen

### Fietje Balge
- Errichtet: 2007 im Auftrage des Bankhauses Carl F. Plump & Co.
- Anlass: Fietje Balge erinnert an die Balge, einen ehemaligen Seitenarm der Weser, die sich genau hier befand.
- Entwurf: Bernd Altenstein
- Ausführung:
- Material: Bronze
- Aufstellungsort: Hinter dem Schütting
- Besonderheiten:
- Status: noch am selben Ort
- Info:

### Denkmal Paula Modersohn-Becker
- Errichtet: 2007
- Anlass: 100. Todestag von Paula Modersohn-Becker
- Entwurf: Clara Westhoff
- Ausführung:
- Material: Bronze, Steinsockel vom Bremer Bildhauer HAWOLI
- Aufstellungsort: Bremen-Mitte, in den Wallanlagen hinter der Kunsthalle (Lage)
- Besonderheiten: Bronzeabguss der Büste, die die Bildhauerin Clara Westhoff 1899 schuf
- Status: noch am selben Ort
- Info: k: kunst im öffentlichen raum bremen

### Albatros
- Errichtet: 2009
- Anlass: Erweiterung des Flughafenparks
- Entwurf: Kamel Louafi
- Ausführung: Anton Gugg, Straubing
- Material: Bronze
- Aufstellungsort: Bremen-Neustadt, Flughafenpark, am Ufer der Neuenlander Wasserlöse (Lage)
- Besonderheiten:
- Status: noch am selben Ort
- Info:

### Agamemnon (Skulptur)
- Errichtet: 2009
- Anlass: Ehrung des Bremer Unternehmers Egon H. Harms (1927–2006)
- Entwurf: Waldemar Otto
- Ausführung: Waldemar Otto
- Material: Bronze
- Aufstellungsort: Bremen-Mitte, im Innenhof der Zentrale der BLG Logistics Group, Präsident-Kennedy-Platz 1 (Lage)
- Besonderheiten:
- Status: noch am selben Ort
- Info: k: kunst im öffentlichen raum bremen

### Gräfin-Emma-Denkmal
- Errichtet: 6. Juni 2009
- Anlass: Zur Ehre von Gräfin Emma beauftragt vom Heimat- und Verschönerungsverein Bremen-Lesum e. V.
- Entwurf: Christa Baumgärtel
- Ausführung: Christa Baumgärtel, Lothar Rieke
- Material: Bronze, farbgebende Oberflächenbehandlung, Blattgold
- Aufstellungsort: Bremen-Burglesum, Lesumer Markt (Lage)
- Besonderheiten:
- Status: noch am selben Ort
- Info: k: kunst im öffentlichen raum bremen

### Mahnmal gegen Krieg und Gewalt
- Errichtet: 28. September 2010
- Anlass: Einweihung des Bremer Platz der Deutschen Einheit
- Entwurf: Ben Wagin
- Ausführung: Ben Wagin
- Material: Stahlbeton, Gewicht 3,6 Tonnen
- Aufstellungsort: Platz der Deutschen Einheit (zwischen Bahnhofsvorplatz und Überseemuseum) (Lage)
- Besonderheiten: Fragment der Berliner Mauer, Dauerleihgabe von Friedel Drautzburg und Harald Grunert
- Status: noch am selben Ort
- Info: Ständige Vertretung

### Heinrich Heine
- Errichtet: 1. Oktober 2010
- Anlass: Grzimek hatte 1984 den Bremer Bildhauerpreis erhalten und die Zusage, dass eines seiner Werke in Bremen aufgestellt wird
- Entwurf: Waldemar Grzimek 1955 für Berlin
- Ausführung:
- Material: Bronze auf Betonsockel
- Aufstellungsort: Bremen-Mitte, Altenwall neben der Kunsthalle (Lage)
- Besonderheiten: Gestiftet von Bürgern der Hansestadt Bremen. Gipsform lagerte im Gerhard-Marcks-Haus. Es gibt mehrere Ausführungen, wie z. B. in Berlin.
- Status: noch am selben Ort
- Info: k: kunst im öffentlichen raum bremen

### Baum-Roland
- Errichtet: 17. Oktober 2011
- Anlass: 600. „Geburtstag“ des Rolands auf dem Marktplatz im Auftrag der Bremer City-Initiative[9]
- Entwurf: „Baumkaiser“ Günter Culik
- Ausführung: dto. 2004
- Material: Stamm einer 600-jährigen Eiche
- Aufstellungsort: Bremen-Burglesum, Blindengarten in Knoops Park (Lage)
- Besonderheiten: Der Eichenstamm aus Knoops Park wurde zum Ansgarikirchhof transportiert und dort die Skulptur vom Künstler gefertigt.
- Status: noch am selben Ort
- Info:

### Simón-Bolívar-Büste
- Errichtet: 5. Juli 2012
- Anlass: Zitat von Alexander von Humboldt: „Der Ruhm Bolívars gehört der Menschheit“; aufgestellt zum Nationalfeiertag Venezuelas.[10]
- Entwurf: Nach einer Marmorbüste von Ernst von Wacholt von 1933
- Ausführung: Bronzeplastik von 1960, ab 2010 restauriert
- Material: Bronzebüste auf Sockel aus Oberkirchener Sandstein
- Aufstellungsorte: Marmorbüste: 1933 bis 1960 in Bremen-Horn-Lehe, Ecke Marcusallee/Deliusweg; seit 1960 im Gobelinzimmer des Rathauses. Bronzebüste: Von 1960 bis 1988 in Bremen-Horn-Lehe, Ecke Marcusallee/Deliusweg, seit 2012 auf dem Campus der Universität Bremen, Enrique-Schmidt-Straße, am Hörsaalgebäude. (Lage)
- Info: k: kunst im öffentlichen raum bremen

### Wilhelm Kaisen (Am Wall)
- Errichtet: 22. Mai 2012
- Anlass: 125. Geburtstag Wilhelm Kaisen
- Entwurf: Christa Baumgärtel
- Ausführung:
- Material: Bronze
- Aufstellungsort: Bremen-Mitte, Kastanienwäldchen Am Wall/Ecke Herdentor (Lage)
- Besonderheiten: Zwei Stelen symbolisieren Kaisens Aufbauleistung: Hinter ihm die Kriegszerstörung, sein Blick gilt den neuen Häusern.
- Status: noch am selben Ort
- Info: k: kunst im öffentlichen raum bremen

### Loriot-Sofa
- Errichtet: 10. November 2013[11]
- Anlass: 90. Geburtstag von Loriot
- Entwurf: Herbert Rauer
- Ausführung:
- Material: Bronze
- Aufstellungsort: Bremen-Mitte, Diepenau, vor dem Radio Bremen Funkhaus (Lage)
- Besonderheiten: eine Replik von Loriots grünem Biedermeier-Sofa, auf dem ein Mops sitzt
- Status: noch am selben Ort
- Info:

### Pablo-Neruda-Büste
- Errichtet: Februar 2014
- Anlass: Erinnerung an den chilenischen Literaturnobelpreisträger Pablo Neruda
- Stifter: Republik Chile
- Entwurf: José Caroca[12]
- Ausführung: Fundición Progreso
- Material: Bronze (Büste)
- Aufstellungsort: Bremen-Horn-Lehe, auf dem Campus der Universität Bremen, Enrique-Schmidt-Straße, am Hörsaalgebäude. (Lage)
- Status: noch am selben Ort
- Info:

### Neue Argonauten
- Errichtet: 26. Oktober 2016
- Anlass: „Das Figurenpaar, zwei Jungs in ihrem alltäglichen Auftritt mit lässiger Frisur und ‚Love‘-Halskette, soll das soziale Miteinander, die Vielfalt und Lebendigkeit des Stadtteils widerspiegeln.“[13]
- Stifter: Stiftung Wohnliche Stadt; die Aufstellung erfolgte mit Unterstützung des Wohnungsbauunternehmens GEWOBA
- Entwurf: Klaus Effern
- Ausführung:
- Material: Bronze (Skulpturenensemble)
- Aufstellungsort: Bremen-Osterholz, Grünbereich Züricher Straße/Ecke Graubündener Straße (Lage)
- Besonderheiten:
- Status: noch am selben Ort

### Denkmal für tote Flüchtlinge in Deutschland
- Errichtet: 3. Juni 2018
- Anlass: Tod vieler Flüchtlinge vor allem in der Ägäis im Verlauf der Flüchtlingskrise[14][15]
- Entwurf: Klaus Effern
- Ausführung:
- Material: Bronze
- Aufstellungsort: Bremen-Obervieland, Arster Friedhof (Lage)
- Besonderheiten:
- Status: noch am selben Ort

### Vegesacker Junge
- Errichtet: 18. Juni 2022
- Anlass: 400. Geburtstag des Vegesacker Hafens
- Entwurf: Thomas Recker
- Ausführung: Thomas Recker
- Material: Bronze
- Aufstellungsort: Bremen-Vegesack, nahe der Fußgängerbrücke über den Vegesacker Hafen und des Hafenwalds
- Besonderheiten: Die Figur des Vegesacker Jungen stammt aus der Zeit des Wal- und Heringsfangs. Der Legende nach kamen die Seeleute in Vegesack an und gaben ihren Lohn in der nächsten Kneipe aus. (Lage)
- Status: noch am selben Ort

### Arisierungs-Mahnmal
- Errichtet: 10. September 2023
- Anlass: Erinnerung an die wirtschaftliche Dimension des Holocausts und die systematische Beraubung der jüdischen Bevölkerung
- Stifter: Privatpersonen und der Verein der Bremer Spediteure, initiiert von Henning Bleyl
- Entwurf: Evin Oettingshausen
- Ausführung:
- Material: Granit, Beton, Glas
- Aufstellungsort: zwischen Weserarkaden und Wilhelm-Kaisen-Brücke (Lage)
- Besonderheiten: Der offizielle Titel des Mahnmals lautet "Mahnmal zur Erinnerung an die massenhafte Beraubung europäischer Jüdinnen und Juden durch das NS-Regime und die Beteiligung bremischer Unternehmen, Behörden und Bürgerinnen und Bürger."[16], siehe auch M-Aktion
- Status: noch am selben Ort
- Info: Pressemitteilung des Bremer Senators für Kultur

## Datum unbekannt

### Der Tag
- Errichtet: unbekannt
- Anlass: unbekannt
- Entwurf: Bernhard Hoetger
- Ausführung: Bernhard Hoetger
- Material: Gussstein
- Aufstellungsort: im Hoetger-Hof der Böttcherstraße
- Besonderheiten: Nachguss nach dem Original von 1910
- Status: noch am selben Ort (Lage)

### Gefallenenehrenmal
- Errichtet: unbekannt
- Anlass: Gedenken an die im Kriege gefallenen Habenhauser
- Entwurf: unbekannt
- Ausführung: unbekannt
- Material: Backstein (Wand) und Stein (Namenstafeln)
- Aufstellungsort: in Habenhausen, an der Habenhauser Dorfstraße (Lage)
- Besonderheiten: –
- Status: noch am selben Ort

### Heiliger Michael
- Errichtet: Zwischen 1900 (Bau der Michaeliskirche) und 1911 (Tod des Stifters)
- Anlass: unbekannt
- Stifter: Bürgermeister Victor Marcus (1849–1911)
- Entwurf: Richard Grüttner
- Ausführung: Richard Grüttner
- Material: Backstein (Sockel) und Bronze (Figur)
- Aufstellungsort: ursprünglich vor der Michaeliskirche
- Besonderheiten: –
- Status: Nach der Zerstörung der Kirche stand er von 1944 bis 1972 auf einem Lagerplatz der Denkmalpflege, ab 1974 an einem Deich in Warturm und heute vor dem Rosenhof der Egestorff-Stiftung (Lage).

### Löwenkopf
- Errichtet: um 1895 geschaffen
- Anlass: Portalköpfe der alten Großen Weserbrücke, die westlich der heutigen Wilhelm-Kaisen-Brücke in der Verlängerung der Wachtstraße den Fluss überspannte
- Entwurf: Hermann Billing
- Ausführung: unbekannt
- Material: Sandstein
- Aufstellungsort: an der Weserpromenade beidseitig unter der Wilhelm-Kaisen-Brücke (Lage und Lage)
- Besonderheiten: wiedergefunden bei Baggerarbeiten im Zusammenhang mit der Bebauung des Teerhofs
- Status: noch etwa am selben Ort

### St.-Jacobus-Denkmal
- Errichtet: 1980/1994
- Anlass: Initiative der Brüderschaft Jacobi Minoris
- Entwurf: nach Vorbild des Jacobibrunnens
- Ausführung: unbekannt[17]
- Material: Stein
- Aufstellungsort: im Bibelgarten des Bremer Doms (Lage)
- Besonderheiten: Datum am Sandsteinsockel: 1994. Vergleiche Jakobusbrunnen
- Status: noch am selben Ort